# Alphabetische Liste der Asteroiden/Palomar-Leiden-Survey
Die Durchmusterungen im Rahmen der Palomar-Leiden-Survey wurden alle mit den Teleskopen des Palomar-Observatoriums in Kalifornien von Tom Gehrels durchgeführt. Die Auswertung der Fotoplatten erfolgte in den Niederlanden an der Universität Leiden durch C. J. van Houten und seiner Frau  I. van Houten-Groeneveld.
Sortierung nach der Durchmusterungs-Nummer (hinter der Asteroidennummer).

## Palomar-Leiden-Survey (1960)

### Bis 2799
| Nummer und Bezeichner | Eigenname       | Orbittyp         |
| --------------------- | --------------- | ---------------- |
| (2125) 2005 P-L       | Karl-Ontjes     | Hauptgürtel      |
| (1979) 2006 P-L       | Sakharov        | Hauptgürtel      |
| (1964) 2007 P-L       | Luyten          | Hauptgürtel      |
| (1868) 2008 P-L       | Thersites       | Jupiter-Trojaner |
| (2798) 2009 P-L       | Vergilius       | Hauptgürtel      |
| (2823) 2010 P-L       | Van der Laan    | Hauptgürtel      |
| (3097) 2011 P-L       | Tacitus         | Hauptgürtel      |
| (34894) 2012 P-L      |                 | Hauptgürtel      |
| (42379) 2013 P-L      |                 | Hauptgürtel      |
| (52088) 2014 P-L      |                 | Hauptgürtel      |
| (2154) 2015 P-L       | Underhill       | Hauptgürtel      |
| (14743) 2016 P-L      |                 | Hauptgürtel      |
| (10427) 2017 P-L      | Klinkenberg     | Hauptgürtel      |
| (4977) 2018 P-L       | Rauthgundis     | Hauptgürtel      |
| (5490) 2019 P-L       | Burbidge        | Hauptgürtel      |
| (28997) 2020 P-L      |                 | Hauptgürtel      |
| (32637) 2021 P-L      |                 | Hauptgürtel      |
| (15168) 2022 P-L      | Marijnfranx     | Hauptgürtel      |
| (9676) 2023 P-L       | Eijkman         | Hauptgürtel      |
| (7686) 2024 P-L       | Wolfernst       | Hauptgürtel      |
| (8585) 2025 P-L       | Purpurea        | Hauptgürtel      |
| (34895) 2026 P-L      |                 | Hauptgürtel      |
| (52089) 2027 P-L      |                 | Hauptgürtel      |
| (117863) 2028 P-L     |                 | Hauptgürtel      |
| (69160) 2029 P-L      |                 | Hauptgürtel      |
| (90584) 2030 P-L      |                 | Hauptgürtel      |
| (90585) 2032 P-L      |                 | Hauptgürtel      |
| (26761) 2033 P-L      | Stromboli       | Hauptgürtel      |
| (6841) 2034 P-L       | Gottfriedkirch  | Hauptgürtel      |
| (90586) 2035 P-L      |                 | Hauptgürtel      |
| (17289) 2037 P-L      |                 | Hauptgürtel      |
| (27627) 2038 P-L      |                 | Hauptgürtel      |
| (85019) 2039 P-L      |                 | Hauptgürtel      |
| (185643) 2040 P-L     |                 | Hauptgürtel      |
| (27628) 2041 P-L      |                 | Hauptgürtel      |
| (32638) 2042 P-L      |                 | Hauptgürtel      |
| (12606) 2043 P-L      | Apuleius        | Hauptgürtel      |
| (11238) 2044 P-L      | Johanmaurits    | Hauptgürtel      |
| (168290) 2045 P-L     |                 | Hauptgürtel      |
| (52090) 2046 P-L      |                 | Hauptgürtel      |
| (78995) 2047 P-L      |                 | Hauptgürtel      |
| (24551) 2048 P-L      |                 | Hauptgürtel      |
| (22189) 2049 P-L      | Gijskatgert     | Hauptgürtel      |
| (32639) 2050 P-L      |                 | Hauptgürtel      |
| (26014) 2051 P-L      |                 | Hauptgürtel      |
| (30599) 2052 P-L      |                 | Hauptgürtel      |
| (19032) 2053 P-L      |                 | Hauptgürtel      |
| (27629) 2054 P-L      |                 | Hauptgürtel      |
| (18197) 2055 P-L      |                 | Hauptgürtel      |
| (18198) 2056 P-L      |                 | Hauptgürtel      |
| (85020) 2057 P-L      |                 | Hauptgürtel      |
| (12607) 2058 P-L      | Alcaeus         | Hauptgürtel      |
| (23333) 2059 P-L      |                 | Hauptgürtel      |
| (17290) 2060 P-L      |                 | Hauptgürtel      |
| (10947) 2061 P-L      | Kaiserstuhl     | Hauptgürtel      |
| (65490) 2062 P-L      |                 | Hauptgürtel      |
| (129343) 2063 P-L     |                 | Hauptgürtel      |
| (11753) 2064 P-L      | Geoffburbidge   | Hauptgürtel      |
| (42380) 2065 P-L      |                 | Hauptgürtel      |
| (221937) 2066 P-L     |                 | Hauptgürtel      |
| (85021) 2067 P-L      |                 | Hauptgürtel      |
| (85022) 2068 P-L      |                 | Hauptgürtel      |
| (117864) 2069 P-L     |                 | Hauptgürtel      |
| (55639) 2070 P-L      |                 | Hauptgürtel      |
| (16281) 2071 P-L      |                 | Hauptgürtel      |
| (13439) 2072 P-L      | Frankiethomas   | Hauptgürtel      |
| (10428) 2073 P-L      | Wanders         | Hauptgürtel      |
| (15639) 2074 P-L      |                 | Hauptgürtel      |
| (52091) 2075 P-L      |                 | Hauptgürtel      |
| (26015) 2076 P-L      |                 | Hauptgürtel      |
| (10646) 2077 P-L      | Machielalberts  | Hauptgürtel      |
| (30600) 2078 P-L      |                 | Hauptgürtel      |
| (9815) 2079 P-L       | Mariakirch      | Hauptgürtel      |
| (78996) 2080 P-L      |                 | Hauptgürtel      |
| (117865) 2081 P-L     |                 | Hauptgürtel      |
| (30601) 2082 P-L      |                 | Hauptgürtel      |
| (52092) 2083 P-L      |                 | Hauptgürtel      |
| (65491) 2084 P-L      |                 | Hauptgürtel      |
| (12131) 2085 P-L      | Echternach      | Hauptgürtel      |
| (30602) 2086 P-L      |                 | Hauptgürtel      |
| (85023) 2087 P-L      |                 | Hauptgürtel      |
| (52093) 2088 P-L      |                 | Hauptgürtel      |
| (46444) 2089 P-L      |                 | Hauptgürtel      |
| (42381) 2090 P-L      |                 | Hauptgürtel      |
| (12608) 2091 P-L      | Aesop           | Hauptgürtel      |
| (14744) 2092 P-L      |                 | Hauptgürtel      |
| (8052) 2093 P-L       | Novalis         | Hauptgürtel      |
| (129344) 2094 P-L     |                 | Hauptgürtel      |
| (13440) 2095 P-L      |                 | Hauptgürtel      |
| (8235) 2096 P-L       | Fragonard       | Hauptgürtel      |
| (14282) 2097 P-L      | Cruijff         | Hauptgürtel      |
| (13441) 2098 P-L      | Janmerlin       | Hauptgürtel      |
| (7687) 2099 P-L       | Matthias        | Hauptgürtel      |
| (22190) 2100 P-L      | Stellakwee      | Hauptgürtel      |
| (39378) 2101 P-L      |                 | Hauptgürtel      |
| (46445) 2102 P-L      |                 | Hauptgürtel      |
| (12132) 2103 P-L      | Wimfroger       | Hauptgürtel      |
| (65492) 2104 P-L      |                 | Hauptgürtel      |
| (117866) 2105 P-L     |                 | Hauptgürtel      |
| (30603) 2106 P-L      |                 | Hauptgürtel      |
| (30604) 2107 P-L      |                 | Hauptgürtel      |
| (134300) 2109 P-L     |                 | Hauptgürtel      |
| (46446) 2110 P-L      |                 | Hauptgürtel      |
| (37435) 2111 P-L      |                 | Hauptgürtel      |
| (22191) 2113 P-L      | Achucarro       | Hauptgürtel      |
| (55640) 2114 P-L      |                 | Hauptgürtel      |
| (96051) 2115 P-L      |                 | Hauptgürtel      |
| (129345) 2116 P-L     |                 | Hauptgürtel      |
| (34896) 2117 P-L      |                 | Hauptgürtel      |
| (58058) 2118 P-L      |                 | Hauptgürtel      |
| (65493) 2119 P-L      |                 | Hauptgürtel      |
| (39379) 2120 P-L      |                 | Hauptgürtel      |
| (78997) 2121 P-L      |                 | Hauptgürtel      |
| (65494) 2123 P-L      |                 | Hauptgürtel      |
| (73554) 2124 P-L      |                 | Hauptgürtel      |
| (55641) 2125 P-L      |                 | Hauptgürtel      |
| (4064) 2126 P-L       | Marjorie        | Hauptgürtel      |
| (117867) 2127 P-L     |                 | Hauptgürtel      |
| (225273) 2128 P-L     |                 | Hauptgürtel      |
| (73555) 2129 P-L      |                 | Hauptgürtel      |
| (73556) 2130 P-L      |                 | Hauptgürtel      |
| (73557) 2131 P-L      |                 | Hauptgürtel      |
| (212993) 2132 P-L     |                 | Hauptgürtel      |
| (7207) 2133 P-L       | Hammurabi       | Hauptgürtel      |
| (96052) 2134 P-L      |                 | Hauptgürtel      |
| (145628) 2135 P-L     |                 | Hauptgürtel      |
| (210449) 2136 P-L     |                 | Hauptgürtel      |
| (55642) 2138 P-L      |                 | Hauptgürtel      |
| (5981) 2140 P-L       | Kresilas        | Hauptgürtel      |
| (134301) 2141 P-L     |                 | Hauptgürtel      |
| (4354) 2142 P-L       | Euclides        | Hauptgürtel      |
| (136539) 2144 P-L     |                 | Hauptgürtel      |
| (117868) 2147 P-L     |                 | Hauptgürtel      |
| (9478) 2148 P-L       | Caldeyro        | Hauptgürtel      |
| (187737) 2153 P-L     |                 | Hauptgürtel      |
| (14745) 2154 P-L      |                 | Hauptgürtel      |
| (12609) 2155 P-L      | Apollodoros     | Hauptgürtel      |
| (96053) 2156 P-L      |                 | Hauptgürtel      |
| (19033) 2157 P-L      |                 | Hauptgürtel      |
| (13870) 2158 P-L      |                 | Hauptgürtel      |
| (43692) 2160 P-L      |                 | Hauptgürtel      |
| (14746) 2164 P-L      |                 | Hauptgürtel      |
| (117869) 2168 P-L     |                 | Hauptgürtel      |
| (39380) 2169 P-L      |                 | Hauptgürtel      |
| (171460) 2170 P-L     |                 | Hauptgürtel      |
| (117870) 2174 P-L     |                 | Hauptgürtel      |
| (9479) 2175 P-L       | Madresplazamayo | Hauptgürtel      |
| (264248) 2176 P-L     |                 | Hauptgürtel      |
| (52094) 2177 P-L      |                 | Hauptgürtel      |
| (120409) 2178 P-L     |                 | Hauptgürtel      |
| (55643) 2179 P-L      |                 | Hauptgürtel      |
| (48343) 2180 P-L      |                 | Hauptgürtel      |
| (90587) 2182 P-L      |                 | Hauptgürtel      |
| (42382) 2183 P-L      |                 | Hauptgürtel      |
| (28998) 2184 P-L      |                 | Hauptgürtel      |
| (117871) 2186 P-L     |                 | Hauptgürtel      |
| (145629) 2188 P-L     |                 | Hauptgürtel      |
| (96054) 2189 P-L      |                 | Hauptgürtel      |
| (20904) 2190 P-L      |                 | Hauptgürtel      |
| (52095) 2191 P-L      |                 | Hauptgürtel      |
| (6213) 2196 P-L       | Zwiers          | Hauptgürtel      |
| (8750) 2197 P-L       | Nettarufina     | Hauptgürtel      |
| (65495) 2200 P-L      |                 | Hauptgürtel      |
| (37436) 2201 P-L      |                 | Hauptgürtel      |
| (69161) 2203 P-L      |                 | Hauptgürtel      |
| (30605) 2204 P-L      |                 | Hauptgürtel      |
| (14283) 2206 P-L      |                 | Hauptgürtel      |
| (10948) 2207 P-L      | Odenwald        | Hauptgürtel      |
| (46447) 2208 P-L      |                 | Hauptgürtel      |
| (90588) 2209 P-L      |                 | Hauptgürtel      |
| (117872) 2210 P-L     |                 | Hauptgürtel      |
| (65496) 2211 P-L      |                 | Hauptgürtel      |
| (117873) 2212 P-L     |                 | Hauptgürtel      |
| (181676) 2213 P-L     |                 | Hauptgürtel      |
| (145630) 2214 P-L     |                 | Hauptgürtel      |
| (145631) 2215 P-L     |                 | Hauptgürtel      |
| (145632) 2216 P-L     |                 | Hauptgürtel      |
| (215088) 2220 P-L     |                 | Hauptgürtel      |
| (52096) 2221 P-L      |                 | Hauptgürtel      |
| (129346) 2222 P-L     |                 | Hauptgürtel      |
| (85024) 2224 P-L      |                 | Hauptgürtel      |
| (120410) 2225 P-L     |                 | Hauptgürtel      |
| (24552) 2226 P-L      |                 | Hauptgürtel      |
| (145633) 2227 P-L     |                 | Hauptgürtel      |
| (27630) 2228 P-L      |                 | Hauptgürtel      |
| (42383) 2231 P-L      |                 | Hauptgürtel      |
| (306365) 2233 P-L     |                 | Hauptgürtel      |
| (129347) 2234 P-L     |                 | Hauptgürtel      |
| (237351) 2235 P-L     |                 | Hauptgürtel      |
| (30606) 2503 P-L      |                 | Hauptgürtel      |
| (78998) 2504 P-L      |                 | Hauptgürtel      |
| (28999) 2505 P-L      |                 | Hauptgürtel      |
| (42384) 2506 P-L      |                 | Hauptgürtel      |
| (30607) 2507 P-L      |                 | Hauptgürtel      |
| (23334) 2508 P-L      |                 | Hauptgürtel      |
| (2339) 2509 P-L       | Anacreon        | Hauptgürtel      |
| (117874) 2511 P-L     |                 | Hauptgürtel      |
| (16282) 2512 P-L      |                 | Hauptgürtel      |
| (129348) 2513 P-L     |                 | Hauptgürtel      |
| (129349) 2514 P-L     |                 | Hauptgürtel      |
| (129350) 2515 P-L     |                 | Hauptgürtel      |
| (145634) 2516 P-L     |                 | Hauptgürtel      |
| (1808) 2517 P-L       | Bellerophon     | Hauptgürtel      |
| (1776) 2520 P-L       | Kuiper          | Hauptgürtel      |
| (1965) 2521 P-L       | van de Kamp     | Hauptgürtel      |
| (1809) 2522 P-L       | Prometheus      | Hauptgürtel      |
| (2041) 2523 P-L       | Lancelot        | Hauptgürtel      |
| (2317) 2524 P-L       | Galya           | Hauptgürtel      |
| (2986) 2525 P-L       | Mrinalini       | Hauptgürtel      |
| (11426) 2527 P-L      | Molster         | Hauptgürtel      |
| (2224) 2528 P-L       | Tucson          | Hauptgürtel      |
| (2176) 2529 P-L       | Donar           | Hauptgürtel      |
| (14284) 2530 P-L      |                 | Hauptgürtel      |
| (32640) 2531 P-L      |                 | Hauptgürtel      |
| (9677) 2532 P-L       | Gowlandhopkins  | Hauptgürtel      |
| (4906) 2533 P-L       | Seneferu        | Hauptgürtel      |
| (4385) 2534 P-L       | Elsässer        | Hauptgürtel      |
| (4412) 2535 P-L       | Chephren        | Hauptgürtel      |
| (7688) 2536 P-L       | Lothar          | Hauptgürtel      |
| (34897) 2537 P-L      |                 | Hauptgürtel      |
| (4548) 2538 P-L       | Wielen          | Hauptgürtel      |
| (117875) 2539 P-L     |                 | Hauptgürtel      |
| (2992) 2540 P-L       | Vondel          | Hauptgürtel      |
| (14747) 2541 P-L      |                 | Hauptgürtel      |
| (23335) 2542 P-L      |                 | Hauptgürtel      |
| (136540) 2543 P-L     |                 | Hauptgürtel      |
| (85025) 2544 P-L      |                 | Hauptgürtel      |
| (16283) 2545 P-L      |                 | Hauptgürtel      |
| (10429) 2546 P-L      | Van Woerden     | Hauptgürtel      |
| (17291) 2547 P-L      |                 | Hauptgürtel      |
| (5837) 2548 P-L       | Hedin           | Hauptgürtel      |
| (12936) 2549 P-L      |                 | Hauptgürtel      |
| (8959) 2550 P-L       | Oenanthe        | Hauptgürtel      |
| (12610) 2551 P-L      | H~afez          | Hauptgürtel      |
| (1966) 2552 P-L       | Tristan         | Hauptgürtel      |
| (9480) 2553 P-L       | Inti            | Hauptgürtel      |
| (19034) 2554 P-L      | Santorini       | Hauptgürtel      |
| (12611) 2555 P-L      | Ingres          | Hauptgürtel      |
| (19862) 2556 P-L      |                 | Hauptgürtel      |
| (5529) 2557 P-L       | Perry           | Hauptgürtel      |
| (12133) 2558 P-L      | Titulaer        | Hauptgürtel      |
| (9481) 2559 P-L       | Menchu          | Hauptgürtel      |
| (11754) 2560 P-L      | Herbig          | Hauptgürtel      |
| (8433) 2561 P-L       | Brachyrhynchus  | Hauptgürtel      |
| (5009) 2562 P-L       | Sethos          | Hauptgürtel      |
| (8586) 2563 P-L       | Epops           | Hauptgürtel      |
| (26762) 2564 P-L      |                 | Hauptgürtel      |
| (52097) 2565 P-L      |                 | Hauptgürtel      |
| (14285) 2566 P-L      |                 | Hauptgürtel      |
| (73558) 2567 P-L      |                 | Hauptgürtel      |
| (52098) 2568 P-L      |                 | Hauptgürtel      |
| (164591) 2569 P-L     |                 | Hauptgürtel      |
| (5265) 2570 P-L       | Schadow         | Hauptgürtel      |
| (22192) 2571 P-L      | Vivienreuter    | Hauptgürtel      |
| (8121) 2572 P-L       | Altdorfer       | Hauptgürtel      |
| (30608) 2573 P-L      |                 | Hauptgürtel      |
| (12134) 2574 P-L      | Hansfriedeman   | Hauptgürtel      |
| (8960) 2575 P-L       | Luscinioides    | Hauptgürtel      |
| (37437) 2576 P-L      |                 | Hauptgürtel      |
| (14286) 2577 P-L      |                 | Hauptgürtel      |
| (3079) 2578 P-L       | Schiller        | Hauptgürtel      |
| (23336) 2579 P-L      |                 | Hauptgürtel      |
| (2818) 2580 P-L       | Juvenalis       | Hauptgürtel      |
| (20905) 2581 P-L      |                 | Hauptgürtel      |
| (55644) 2582 P-L      |                 | Hauptgürtel      |
| (18199) 2583 P-L      |                 | Hauptgürtel      |
| (9678) 2584 P-L       | Van der Meer    | Hauptgürtel      |
| (145635) 2585 P-L     |                 | Hauptgürtel      |
| (117876) 2586 P-L     |                 | Hauptgürtel      |
| (90589) 2587 P-L      |                 | Hauptgürtel      |
| (48344) 2588 P-L      |                 | Hauptgürtel      |
| (52099) 2589 P-L      |                 | Hauptgürtel      |
| (24553) 2590 P-L      |                 | Hauptgürtel      |
| (52100) 2591 P-L      |                 | Hauptgürtel      |
| (12612) 2592 P-L      | Daumier         | Hauptgürtel      |
| (117877) 2593 P-L     |                 | Hauptgürtel      |
| (8751) 2594 P-L       | Nigricollis     | Hauptgürtel      |
| (32641) 2595 P-L      |                 | Hauptgürtel      |
| (96055) 2596 P-L      |                 | Hauptgürtel      |
| (145636) 2597 P-L     |                 | Hauptgürtel      |
| (52101) 2598 P-L      |                 | Hauptgürtel      |
| (37438) 2599 P-L      |                 | Hauptgürtel      |
| (9679) 2600 P-L       | Crutzen         | Hauptgürtel      |
| (32642) 2601 P-L      |                 | Hauptgürtel      |
| (117878) 2602 P-L     |                 | Hauptgürtel      |
| (39381) 2603 P-L      |                 | Hauptgürtel      |
| (8752) 2604 P-L       | Flammeus        | Hauptgürtel      |
| (2782) 2605 P-L       | Leonidas        | Hauptgürtel      |
| (65497) 2606 P-L      |                 | Hauptgürtel      |
| (29000) 2607 P-L      |                 | Hauptgürtel      |
| (24554) 2608 P-L      |                 | Hauptgürtel      |
| (32643) 2609 P-L      |                 | Hauptgürtel      |
| (37439) 2610 P-L      |                 | Hauptgürtel      |
| (11427) 2611 P-L      | Willemkolff     | Hauptgürtel      |
| (37440) 2612 P-L      |                 | Hauptgürtel      |
| (23337) 2613 P-L      |                 | Hauptgürtel      |
| (78999) 2614 P-L      |                 | Hauptgürtel      |
| (29001) 2615 P-L      |                 | Hauptgürtel      |
| (52102) 2616 P-L      |                 | Hauptgürtel      |
| (181677) 2617 P-L     |                 | Hauptgürtel      |
| (30609) 2618 P-L      |                 | Hauptgürtel      |
| (210450) 2619 P-L     |                 | Hauptgürtel      |
| (14748) 2620 P-L      |                 | Hauptgürtel      |
| (117879) 2621 P-L     |                 | Hauptgürtel      |
| (34898) 2622 P-L      |                 | Hauptgürtel      |
| (30610) 2623 P-L      |                 | Hauptgürtel      |
| (90590) 2624 P-L      |                 | Hauptgürtel      |
| (55645) 2625 P-L      |                 | Hauptgürtel      |
| (14749) 2626 P-L      |                 | Hauptgürtel      |
| (30611) 2627 P-L      |                 | Hauptgürtel      |
| (34899) 2628 P-L      |                 | Hauptgürtel      |
| (15169) 2629 P-L      | Wilfriedboland  | Hauptgürtel      |
| (6145) 2630 P-L       | Riemenschneider | Hauptgürtel      |
| (3292) 2631 P-L       | Sather          | Hauptgürtel      |
| (15640) 2632 P-L      |                 | Hauptgürtel      |
| (26016) 2633 P-L      |                 | Hauptgürtel      |
| (134302) 2634 P-L     |                 | Hauptgürtel      |
| (13871) 2635 P-L      |                 | Hauptgürtel      |
| (8753) 2636 P-L       | Nycticorax      | Hauptgürtel      |
| (55646) 2637 P-L      |                 | Hauptgürtel      |
| (30612) 2638 P-L      |                 | Hauptgürtel      |
| (257443) 2641 P-L     |                 | Hauptgürtel      |
| (7040) 2642 P-L       | Harwood         | Hauptgürtel      |
| (9816) 2643 P-L       | Von Matt        | Hauptgürtel      |
| (7208) 2645 P-L       | Ashurbanipal    | Hauptgürtel      |
| (13442) 2646 P-L      |                 | Hauptgürtel      |
| (65498) 2647 P-L      |                 | Hauptgürtel      |
| (15170) 2648 P-L      | Erikdeul        | Hauptgürtel      |
| (13872) 2649 P-L      |                 | Hauptgürtel      |
| (65499) 2650 P-L      |                 | Hauptgürtel      |
| (117880) 2651 P-L     |                 | Hauptgürtel      |
| (129351) 2652 P-L     |                 | Hauptgürtel      |
| (85026) 2653 P-L      |                 | Hauptgürtel      |
| (14750) 2654 P-L      |                 | Hauptgürtel      |
| (246862) 2655 P-L     |                 | Hauptgürtel      |
| (17292) 2656 P-L      |                 | Hauptgürtel      |
| (13873) 2657 P-L      |                 | Hauptgürtel      |
| (52103) 2658 P-L      |                 | Hauptgürtel      |
| (90591) 2659 P-L      |                 | Hauptgürtel      |
| (52104) 2660 P-L      |                 | Hauptgürtel      |
| (48345) 2662 P-L      |                 | Hauptgürtel      |
| (129352) 2664 P-L     |                 | Hauptgürtel      |
| (73559) 2665 P-L      |                 | Hauptgürtel      |
| (171461) 2666 P-L     |                 | Hauptgürtel      |
| (181678) 2667 P-L     |                 | Hauptgürtel      |
| (15641) 2668 P-L      |                 | Hauptgürtel      |
| (52105) 2669 P-L      |                 | Hauptgürtel      |
| (145637) 2671 P-L     |                 | Hauptgürtel      |
| (52106) 2673 P-L      |                 | Hauptgürtel      |
| (26017) 2674 P-L      |                 | Hauptgürtel      |
| (117881) 2675 P-L     |                 | Hauptgürtel      |
| (55647) 2676 P-L      |                 | Hauptgürtel      |
| (85027) 2677 P-L      |                 | Hauptgürtel      |
| (30613) 2678 P-L      |                 | Hauptgürtel      |
| (15642) 2679 P-L      |                 | Hauptgürtel      |
| (117882) 2680 P-L     |                 | Hauptgürtel      |
| (117883) 2682 P-L     |                 | Hauptgürtel      |
| (117884) 2684 P-L     |                 | Hauptgürtel      |
| (14751) 2688 P-L      |                 | Hauptgürtel      |
| (79000) 2689 P-L      |                 | Hauptgürtel      |
| (58059) 2690 P-L      |                 | Hauptgürtel      |
| (11755) 2691 P-L      | Paczynski       | Hauptgürtel      |
| (117885) 2692 P-L     |                 | Hauptgürtel      |
| (228193) 2693 P-L     |                 | Hauptgürtel      |
| (117886) 2694 P-L     |                 | Hauptgürtel      |
| (26018) 2695 P-L      |                 | Hauptgürtel      |
| (39382) 2696 P-L      | Opportunity     | Hauptgürtel      |
| (246863) 2697 P-L     |                 | Hauptgürtel      |
| (34900) 2698 P-L      |                 | Hauptgürtel      |
| (34901) 2699 P-L      | Mauna Loa       | Hauptgürtel      |
| (37441) 2700 P-L      |                 | Hauptgürtel      |
| (134303) 2701 P-L     |                 | Hauptgürtel      |
| (8961) 2702 P-L       | Schoenobaenus   | Hauptgürtel      |
| (52107) 2703 P-L      |                 | Hauptgürtel      |
| (96056) 2704 P-L      |                 | Hauptgürtel      |
| (26763) 2706 P-L      | Peirithoos      | Jupiter-Trojaner |
| (155356) 2707 P-L     |                 | Hauptgürtel      |
| (29002) 2708 P-L      |                 | Hauptgürtel      |
| (215089) 2709 P-L     | Hermanfrid      | Hauptgürtel      |
| (99944) 2710 P-L      |                 | Hauptgürtel      |
| (96057) 2711 P-L      |                 | Hauptgürtel      |
| (22193) 2712 P-L      |                 | Hauptgürtel      |
| (18200) 2714 P-L      |                 | Hauptgürtel      |
| (145638) 2715 P-L     |                 | Hauptgürtel      |
| (134304) 2716 P-L     |                 | Hauptgürtel      |
| (310373) 2718 P-L     |                 | Hauptgürtel      |
| (129353) 2719 P-L     |                 | Hauptgürtel      |
| (117887) 2721 P-L     |                 | Hauptgürtel      |
| (37442) 2722 P-L      |                 | Hauptgürtel      |
| (32644) 2723 P-L      |                 | Hauptgürtel      |
| (181679) 2724 P-L     |                 | Hauptgürtel      |
| (19863) 2725 P-L      |                 | Hauptgürtel      |
| (20906) 2727 P-L      |                 | Hauptgürtel      |
| (34902) 2728 P-L      |                 | Hauptgürtel      |
| (85028) 2729 P-L      |                 | Hauptgürtel      |
| (43693) 2731 P-L      |                 | Hauptgürtel      |
| (18201) 2733 P-L      |                 | Hauptgürtel      |
| (219011) 2734 P-L     |                 | Hauptgürtel      |
| (117888) 2735 P-L     |                 | Hauptgürtel      |
| (69162) 2736 P-L      |                 | Hauptgürtel      |
| (73560) 2737 P-L      |                 | Hauptgürtel      |
| (134305) 2738 P-L     |                 | Hauptgürtel      |
| (22194) 2740 P-L      |                 | Hauptgürtel      |
| (326263) 2741 P-L     |                 | Hauptgürtel      |
| (17293) 2743 P-L      |                 | Hauptgürtel      |
| (69163) 2744 P-L      |                 | Hauptgürtel      |
| (117889) 2745 P-L     |                 | Hauptgürtel      |
| (129354) 2747 P-L     |                 | Hauptgürtel      |
| (117890) 2748 P-L     |                 | Hauptgürtel      |
| (79001) 2749 P-L      |                 | Hauptgürtel      |
| (117891) 2750 P-L     |                 | Hauptgürtel      |
| (58060) 2751 P-L      |                 | Hauptgürtel      |
| (117892) 2753 P-L     |                 | Hauptgürtel      |
| (85029) 2755 P-L      |                 | Hauptgürtel      |
| (18202) 2757 P-L      |                 | Hauptgürtel      |
| (65500) 2759 P-L      |                 | Hauptgürtel      |
| (29003) 2760 P-L      |                 | Hauptgürtel      |
| (164592) 2761 P-L     |                 | Hauptgürtel      |
| (20907) 2762 P-L      |                 | Hauptgürtel      |
| (32645) 2763 P-L      |                 | Hauptgürtel      |
| (39383) 2765 P-L      |                 | Hauptgürtel      |
| (65501) 2766 P-L      |                 | Hauptgürtel      |
| (29004) 2767 P-L      |                 | Hauptgürtel      |
| (26019) 2768 P-L      |                 | Hauptgürtel      |
| (58061) 2769 P-L      |                 | Hauptgürtel      |
| (157776) 2770 P-L     |                 | Hauptgürtel      |
| (8962) 2771 P-L       | Noctua          | Hauptgürtel      |
| (15171) 2772 P-L      | Xandertielens   | Hauptgürtel      |
| (79002) 2774 P-L      |                 | Hauptgürtel      |
| (19864) 2775 P-L      |                 | Hauptgürtel      |
| (14287) 2777 P-L      |                 | Hauptgürtel      |
| (30614) 2778 P-L      |                 | Hauptgürtel      |
| (11756) 2779 P-L      | Geneparker      | Hauptgürtel      |
| (5450) 2780 P-L       | Sokrates        | Hauptgürtel      |
| (117893) 2781 P-L     |                 | Hauptgürtel      |
| (29005) 2784 P-L      |                 | Hauptgürtel      |
| (13443) 2785 P-L      |                 | Hauptgürtel      |
| (55648) 2786 P-L      |                 | Hauptgürtel      |
| (17294) 2787 P-L      |                 | Hauptgürtel      |
| (37443) 2788 P-L      |                 | Hauptgürtel      |
| (117894) 2791 P-L     |                 | Hauptgürtel      |
| (37444) 2793 P-L      |                 | Hauptgürtel      |
| (14288) 2796 P-L      |                 | Hauptgürtel      |
| (11757) 2799 P-L      | Salpeter        | Hauptgürtel      |

### 2800 bis 4499
| Nummer und Bezeichner | Eigenname       | Orbittyp         |
| --------------------- | --------------- | ---------------- |
| (26764) 2800 P-L      |                 | Hauptgürtel      |
| (90592) 2801 P-L      |                 | Hauptgürtel      |
| (117895) 2802 P-L     |                 | Hauptgürtel      |
| (73561) 2803 P-L      |                 | Hauptgürtel      |
| (85030) 2804 P-L      | Admetos         | Jupiter-Trojaner |
| (200065) 2805 P-L     |                 | Hauptgürtel      |
| (210451) 2806 P-L     |                 | Hauptgürtel      |
| (134306) 2807 P-L     |                 | Hauptgürtel      |
| (10242) 2808 P-L      | Wasserkuppe     | Hauptgürtel      |
| (23338) 2809 P-L      |                 | Hauptgürtel      |
| (73562) 2810 P-L      |                 | Hauptgürtel      |
| (39384) 2814 P-L      |                 | Hauptgürtel      |
| (117896) 2815 P-L     |                 | Hauptgürtel      |
| (30615) 2818 P-L      |                 | Hauptgürtel      |
| (20908) 2819 P-L      |                 | Hauptgürtel      |
| (4065) 2820 P-L       | Meinel          | Hauptgürtel      |
| (9132) 2821 P-L       | Walteranderson  | Hauptgürtel      |
| (190273) 2822 P-L     |                 | Hauptgürtel      |
| (215090) 2823 P-L     |                 | Hauptgürtel      |
| (19865) 2825 P-L      |                 | Hauptgürtel      |
| (17295) 2827 P-L      |                 | Hauptgürtel      |
| (46448) 2829 P-L      |                 | Hauptgürtel      |
| (52108) 2830 P-L      |                 | Hauptgürtel      |
| (96058) 2831 P-L      |                 | Hauptgürtel      |
| (251647) 2834 P-L     |                 | Hauptgürtel      |
| (5530) 2835 P-L       | Eisinga         | Hauptgürtel      |
| (200066) 2836 P-L     |                 | Hauptgürtel      |
| (18203) 2837 P-L      |                 | Hauptgürtel      |
| (24555) 2839 P-L      |                 | Hauptgürtel      |
| (306366) 2842 P-L     |                 | Hauptgürtel      |
| (42385) 2844 P-L      |                 | Hauptgürtel      |
| (117897) 2845 P-L     |                 | Hauptgürtel      |
| (43694) 2846 P-L      |                 | Hauptgürtel      |
| (145639) 2847 P-L     |                 | Hauptgürtel      |
| (134307) 2849 P-L     |                 | Hauptgürtel      |
| (282024) 2852 P-L     |                 | Hauptgürtel      |
| (65502) 2856 P-L      |                 | Hauptgürtel      |
| (120411) 2857 P-L     |                 | Hauptgürtel      |
| (249558) 2858 P-L     |                 | Hauptgürtel      |
| (85031) 2860 P-L      |                 | Hauptgürtel      |
| (16284) 2861 P-L      |                 | Hauptgürtel      |
| (52109) 2863 P-L      |                 | Hauptgürtel      |
| (8316) 3002 P-L       | Wolkenstein     | Hauptgürtel      |
| (90593) 3003 P-L      |                 | Hauptgürtel      |
| (129355) 3004 P-L     |                 | Hauptgürtel      |
| (14752) 3005 P-L      |                 | Hauptgürtel      |
| (52110) 3007 P-L      |                 | Hauptgürtel      |
| (145640) 3008 P-L     |                 | Hauptgürtel      |
| (73563) 3009 P-L      |                 | Hauptgürtel      |
| (32646) 3010 P-L      |                 | Hauptgürtel      |
| (136541) 3012 P-L     |                 | Hauptgürtel      |
| (13874) 3013 P-L      |                 | Hauptgürtel      |
| (6842) 3016 P-L       | Krosigk         | Hauptgürtel      |
| (120412) 3017 P-L     |                 | Hauptgürtel      |
| (221938) 3019 P-L     |                 | Hauptgürtel      |
| (52111) 3020 P-L      |                 | Hauptgürtel      |
| (12135) 3021 P-L      | Terlingen       | Hauptgürtel      |
| (55649) 3023 P-L      |                 | Hauptgürtel      |
| (12937) 3024 P-L      | Premadi         | Hauptgürtel      |
| (23339) 3025 P-L      |                 | Hauptgürtel      |
| (6571) 3027 P-L       | Sigmund         | Hauptgürtel      |
| (65503) 3028 P-L      |                 | Hauptgürtel      |
| (117898) 3029 P-L     |                 | Hauptgürtel      |
| (96059) 3030 P-L      |                 | Hauptgürtel      |
| (69164) 3031 P-L      |                 | Hauptgürtel      |
| (7146) 3034 P-L       | Konradin        | Hauptgürtel      |
| (46449) 3036 P-L      |                 | Hauptgürtel      |
| (34903) 3037 P-L      |                 | Hauptgürtel      |
| (26765) 3038 P-L      |                 | Hauptgürtel      |
| (46450) 3039 P-L      |                 | Hauptgürtel      |
| (13444) 3040 P-L      |                 | Hauptgürtel      |
| (168291) 3041 P-L     |                 | Hauptgürtel      |
| (2940) 3042 P-L       | Bacon           | Hauptgürtel      |
| (147932) 3043 P-L     |                 | Hauptgürtel      |
| (69165) 3044 P-L      |                 | Hauptgürtel      |
| (12136) 3045 P-L      | Martinryle      | Hauptgürtel      |
| (228194) 3046 P-L     |                 | Hauptgürtel      |
| (16285) 3047 P-L      |                 | Hauptgürtel      |
| (117899) 3048 P-L     |                 | Hauptgürtel      |
| (30616) 3049 P-L      |                 | Hauptgürtel      |
| (46451) 3050 P-L      |                 | Hauptgürtel      |
| (5694) 3051 P-L       | Berenyi         | Hauptgürtel      |
| (26766) 3052 P-L      |                 | Hauptgürtel      |
| (117900) 3053 P-L     |                 | Hauptgürtel      |
| (85032) 3054 P-L      |                 | Hauptgürtel      |
| (117901) 3055 P-L     |                 | Hauptgürtel      |
| (37445) 3056 P-L      |                 | Hauptgürtel      |
| (117902) 3058 P-L     |                 | Hauptgürtel      |
| (13445) 3063 P-L      |                 | Hauptgürtel      |
| (52112) 3064 P-L      |                 | Hauptgürtel      |
| (18204) 3065 P-L      |                 | Hauptgürtel      |
| (10949) 3066 P-L      | Königstuhl      | Hauptgürtel      |
| (129356) 3067 P-L     |                 | Hauptgürtel      |
| (30617) 3068 P-L      |                 | Hauptgürtel      |
| (2799) 3071 P-L       | Justus          | Hauptgürtel      |
| (85033) 3073 P-L      |                 | Hauptgürtel      |
| (10647) 3074 P-L      | Meesters        | Hauptgürtel      |
| (69166) 3075 P-L      |                 | Hauptgürtel      |
| (48346) 3077 P-L      |                 | Hauptgürtel      |
| (8587) 3078 P-L       | Ruficollis      | Hauptgürtel      |
| (249559) 3079 P-L     |                 | Hauptgürtel      |
| (7906) 3081 P-L       | Melanchton      | Hauptgürtel      |
| (69167) 3082 P-L      |                 | Hauptgürtel      |
| (7804) 3083 P-L       | Boesgaard       | Hauptgürtel      |
| (30618) 3084 P-L      |                 | Hauptgürtel      |
| (34904) 3085 P-L      |                 | Hauptgürtel      |
| (15172) 3086 P-L      |                 | Hauptgürtel      |
| (13446) 3087 P-L      | Almarkim        | Hauptgürtel      |
| (136542) 3089 P-L     |                 | Hauptgürtel      |
| (18205) 3090 P-L      |                 | Hauptgürtel      |
| (29006) 3091 P-L      |                 | Hauptgürtel      |
| (23340) 3092 P-L      |                 | Hauptgürtel      |
| (18206) 3093 P-L      |                 | Hauptgürtel      |
| (26020) 3094 P-L      |                 | Hauptgürtel      |
| (46452) 3097 P-L      |                 | Hauptgürtel      |
| (129357) 3099 P-L     |                 | Hauptgürtel      |
| (52113) 3100 P-L      |                 | Hauptgürtel      |
| (96060) 3103 P-L      |                 | Hauptgürtel      |
| (129358) 3105 P-L     |                 | Hauptgürtel      |
| (27631) 3106 P-L      |                 | Hauptgürtel      |
| (9133) 3107 P-L       | d’Arrest        | Hauptgürtel      |
| (3877) 3108 P-L       | Braes           | Hauptgürtel      |
| (32647) 3109 P-L      |                 | Hauptgürtel      |
| (34905) 3110 P-L      |                 | Hauptgürtel      |
| (136543) 3111 P-L     |                 | Hauptgürtel      |
| (117903) 3115 P-L     |                 | Hauptgürtel      |
| (34906) 3116 P-L      |                 | Hauptgürtel      |
| (190274) 3117 P-L     |                 | Hauptgürtel      |
| (52114) 3118 P-L      |                 | Hauptgürtel      |
| (23341) 3503 P-L      |                 | Hauptgürtel      |
| (117904) 3504 P-L     |                 | Hauptgürtel      |
| (22195) 3509 P-L      | Nevadodelruiz   | Hauptgürtel      |
| (52115) 3512 P-L      |                 | Hauptgürtel      |
| (6428) 3513 P-L       | Barlach         | Hauptgürtel      |
| (24556) 3514 P-L      |                 | Hauptgürtel      |
| (69168) 3515 P-L      |                 | Hauptgürtel      |
| (22196) 3518 P-L      |                 | Hauptgürtel      |
| (79003) 3519 P-L      |                 | Hauptgürtel      |
| (15173) 3520 P-L      |                 | Hauptgürtel      |
| (24557) 3521 P-L      |                 | Hauptgürtel      |
| (7209) 3523 P-L       | Cyrus           | Hauptgürtel      |
| (4355) 3524 P-L       | Memphis         | Hauptgürtel      |
| (6350) 3526 P-L       | Schluter        | Hauptgürtel      |
| (34907) 3527 P-L      |                 | Hauptgürtel      |
| (34908) 3528 P-L      |                 | Hauptgürtel      |
| (34909) 3534 P-L      |                 | Hauptgürtel      |
| (6535) 3535 P-L       | Archipenko      | Hauptgürtel      |
| (55650) 3536 P-L      |                 | Hauptgürtel      |
| (2412) 3537 P-L       | Wil             | Hauptgürtel      |
| (32648) 3538 P-L      |                 | Hauptgürtel      |
| (27632) 3539 P-L      |                 | Hauptgürtel      |
| (15643) 3540 P-L      |                 | Hauptgürtel      |
| (17296) 3541 P-L      |                 | Hauptgürtel      |
| (85034) 3542 P-L      |                 | Hauptgürtel      |
| (117905) 3543 P-L     |                 | Hauptgürtel      |
| (65504) 3544 P-L      |                 | Hauptgürtel      |
| (382394) 3549 P-L     |                 | Hauptgürtel      |
| (42386) 3552 P-L      |                 | Hauptgürtel      |
| (10243) 3553 P-L      | Hohe Meissner   | Hauptgürtel      |
| (22197) 3555 P-L      |                 | Hauptgürtel      |
| (9680) 3557 P-L       | Molina          | Hauptgürtel      |
| (17297) 3560 P-L      |                 | Hauptgürtel      |
| (145641) 3562 P-L     |                 | Hauptgürtel      |
| (90594) 3563 P-L      |                 | Hauptgürtel      |
| (48347) 3567 P-L      |                 | Hauptgürtel      |
| (12137) 4004 P-L      | Williefowler    | Hauptgürtel      |
| (27633) 4005 P-L      |                 | Hauptgürtel      |
| (2934) 4006 P-L       | Aristophanes    | Hauptgürtel      |
| (1777) 4007 P-L       | Gehrels         | Hauptgürtel      |
| (3244) 4008 P-L       | Petronius       | Hauptgürtel      |
| (4646) 4009 P-L       | Kwee            | Hauptgürtel      |
| (1795) 4010 P-L       | Woltjer         | Hauptgürtel      |
| (1923) 4011 P-L       | Osiris          | Hauptgürtel      |
| (46453) 4013 P-L      |                 | Hauptgürtel      |
| (19866) 4014 P-L      |                 | Hauptgürtel      |
| (7147) 4015 P-L       | Feijth          | Hauptgürtel      |
| (4294) 4016 P-L       | Horatius        | Hauptgürtel      |
| (39385) 4017 P-L      |                 | Hauptgürtel      |
| (5789) 4018 P-L       | Sellin          | Hauptgürtel      |
| (6054) 4019 P-L       | Ghiberti        | Hauptgürtel      |
| (4413) 4020 P-L       | Mycerinos       | Hauptgürtel      |
| (2662) 4021 P-L       | Kandinsky       | Hauptgürtel      |
| (29007) 4022 P-L      |                 | Hauptgürtel      |
| (1924) 4023 P-L       | Horus           | Hauptgürtel      |
| (12613) 4024 P-L      | Hogarth         | Hauptgürtel      |
| (8588) 4025 P-L       | Avosetta        | Hauptgürtel      |
| (20909) 4026 P-L      |                 | Hauptgürtel      |
| (5340) 4027 P-L       | Burton          | Hauptgürtel      |
| (9994) 4028 P-L       | Grotius         | Hauptgürtel      |
| (46454) 4029 P-L      |                 | Hauptgürtel      |
| (10430) 4030 P-L      | Martschmidt     | Hauptgürtel      |
| (17298) 4031 P-L      |                 | Hauptgürtel      |
| (52116) 4032 P-L      |                 | Hauptgürtel      |
| (90595) 4033 P-L      |                 | Hauptgürtel      |
| (58062) 4034 P-L      |                 | Hauptgürtel      |
| (11758) 4035 P-L      | Sargent         | Hauptgürtel      |
| (7689) 4036 P-L       | Reinerstoss     | Hauptgürtel      |
| (24558) 4037 P-L      |                 | Hauptgürtel      |
| (8122) 4038 P-L       | Holbein         | Hauptgürtel      |
| (39386) 4039 P-L      |                 | Hauptgürtel      |
| (8236) 4040 P-L       | Gainsborough    | Hauptgürtel      |
| (18207) 4041 P-L      |                 | Hauptgürtel      |
| (10431) 4042 P-L      | Pottasch        | Hauptgürtel      |
| (55651) 4043 P-L      |                 | Hauptgürtel      |
| (29008) 4044 P-L      |                 | Hauptgürtel      |
| (30619) 4045 P-L      |                 | Hauptgürtel      |
| (117906) 4046 P-L     |                 | Hauptgürtel      |
| (7907) 4047 P-L       | Erasmus         | Hauptgürtel      |
| (55652) 4048 P-L      |                 | Hauptgürtel      |
| (10950) 4049 P-L      | Albertjansen    | Hauptgürtel      |
| (10951) 4050 P-L      | Spessart        | Hauptgürtel      |
| (73564) 4051 P-L      |                 | Hauptgürtel      |
| (34910) 4052 P-L      |                 | Hauptgürtel      |
| (12138) 4053 P-L      | Olinwilson      | Hauptgürtel      |
| (46455) 4054 P-L      |                 | Hauptgürtel      |
| (12139) 4055 P-L      | Tomcowling      | Hauptgürtel      |
| (32649) 4056 P-L      |                 | Hauptgürtel      |
| (16286) 4057 P-L      |                 | Hauptgürtel      |
| (145642) 4058 P-L     |                 | Hauptgürtel      |
| (52117) 4059 P-L      |                 | Hauptgürtel      |
| (20910) 4060 P-L      |                 | Hauptgürtel      |
| (19867) 4061 P-L      |                 | Hauptgürtel      |
| (6256) 4063 P-L       | Canova          | Hauptgürtel      |
| (145643) 4064 P-L     |                 | Hauptgürtel      |
| (9482) 4065 P-L       | Rubéndarío      | Hauptgürtel      |
| (69169) 4066 P-L      |                 | Hauptgürtel      |
| (37446) 4067 P-L      |                 | Hauptgürtel      |
| (8589) 4068 P-L       | Stellaris       | Hauptgürtel      |
| (9681) 4069 P-L       | Sherwoodrowland | Hauptgürtel      |
| (32650) 4070 P-L      |                 | Hauptgürtel      |
| (42387) 4071 P-L      |                 | Hauptgürtel      |
| (19868) 4072 P-L      |                 | Hauptgürtel      |
| (9682) 4073 P-L       | Gravesande      | Hauptgürtel      |
| (29009) 4074 P-L      |                 | Hauptgürtel      |
| (11759) 4075 P-L      | Sunyaev         | Hauptgürtel      |
| (117907) 4076 P-L     |                 | Hauptgürtel      |
| (7620) 4077 P-L       | Willaert        | Hauptgürtel      |
| (43695) 4079 P-L      |                 | Hauptgürtel      |
| (22198) 4080 P-L      |                 | Hauptgürtel      |
| (7041) 4081 P-L       | Nantucket       | Hauptgürtel      |
| (8053) 4082 P-L       | Kleist          | Hauptgürtel      |
| (20911) 4083 P-L      |                 | Hauptgürtel      |
| (26767) 4084 P-L      |                 | Hauptgürtel      |
| (65505) 4085 P-L      |                 | Hauptgürtel      |
| (23342) 4086 P-L      |                 | Hauptgürtel      |
| (12140) 4087 P-L      | Johnbolton      | Hauptgürtel      |
| (55653) 4088 P-L      |                 | Hauptgürtel      |
| (10648) 4089 P-L      | Plancius        | Hauptgürtel      |
| (11760) 4090 P-L      | Auwers          | Hauptgürtel      |
| (175647) 4091 P-L     |                 | Hauptgürtel      |
| (55654) 4093 P-L      |                 | Hauptgürtel      |
| (18208) 4095 P-L      |                 | Hauptgürtel      |
| (16287) 4096 P-L      |                 | Hauptgürtel      |
| (2054) 4097 P-L       | Gawain          | Hauptgürtel      |
| (10649) 4098 P-L      | VOC             | Hauptgürtel      |
| (9683) 4099 P-L       | Rambaldo        | Hauptgürtel      |
| (29010) 4100 P-L      |                 | Hauptgürtel      |
| (55655) 4101 P-L      |                 | Hauptgürtel      |
| (65506) 4102 P-L      |                 | Hauptgürtel      |
| (52118) 4103 P-L      |                 | Hauptgürtel      |
| (117908) 4104 P-L     |                 | Hauptgürtel      |
| (52119) 4105 P-L      |                 | Hauptgürtel      |
| (52120) 4106 P-L      |                 | Hauptgürtel      |
| (145644) 4107 P-L     |                 | Hauptgürtel      |
| (1743) 4109 P-L       | Schmidt         | Hauptgürtel      |
| (10650) 4110 P-L      | Houtman         | Hauptgürtel      |
| (42388) 4111 P-L      |                 | Hauptgürtel      |
| (12141) 4112 P-L      | Chushayashi     | Hauptgürtel      |
| (9684) 4113 P-L       | Olieslagers     | Hauptgürtel      |
| (164593) 4114 P-L     |                 | Hauptgürtel      |
| (13447) 4115 P-L      |                 | Hauptgürtel      |
| (7445) 4116 P-L       | Trajanus        | Hauptgürtel      |
| (52121) 4117 P-L      |                 | Hauptgürtel      |
| (12614) 4119 P-L      | Hokusai         | Hauptgürtel      |
| (3046) 4120 P-L       | Molière         | Hauptgürtel      |
| (9483) 4121 P-L       | Chagas          | Hauptgürtel      |
| (3377) 4122 P-L       | Lodewijk        | Hauptgürtel      |
| (117909) 4123 P-L     |                 | Hauptgürtel      |
| (48348) 4124 P-L      |                 | Hauptgürtel      |
| (145645) 4125 P-L     |                 | Hauptgürtel      |
| (30620) 4126 P-L      |                 | Hauptgürtel      |
| (7621) 4127 P-L       | Sweelinck       | Hauptgürtel      |
| (52122) 4128 P-L      |                 | Hauptgürtel      |
| (20912) 4129 P-L      |                 | Hauptgürtel      |
| (117910) 4130 P-L     |                 | Hauptgürtel      |
| (200067) 4133 P-L     |                 | Hauptgürtel      |
| (79004) 4134 P-L      |                 | Hauptgürtel      |
| (117911) 4138 P-L     |                 | Hauptgürtel      |
| (11428) 4139 P-L      | Alcinoos        | Jupiter-Trojaner |
| (46456) 4140 P-L      |                 | Hauptgürtel      |
| (11239) 4141 P-L      | Marcgraf        | Hauptgürtel      |
| (164594) 4144 P-L     |                 | Hauptgürtel      |
| (24559) 4148 P-L      |                 | Hauptgürtel      |
| (85035) 4149 P-L      |                 | Hauptgürtel      |
| (39387) 4150 P-L      |                 | Hauptgürtel      |
| (65507) 4151 P-L      |                 | Hauptgürtel      |
| (10952) 4152 P-L      | Vogelsberg      | Hauptgürtel      |
| (4414) 4153 P-L       | Sesostris       | Hauptgürtel      |
| (150092) 4156 P-L     |                 | Hauptgürtel      |
| (15644) 4157 P-L      |                 | Hauptgürtel      |
| (18209) 4158 P-L      |                 | Hauptgürtel      |
| (43696) 4159 P-L      |                 | Hauptgürtel      |
| (12938) 4161 P-L      |                 | Hauptgürtel      |
| (37447) 4162 P-L      |                 | Hauptgürtel      |
| (15645) 4163 P-L      |                 | Hauptgürtel      |
| (46457) 4166 P-L      |                 | Hauptgürtel      |
| (17299) 4168 P-L      |                 | Hauptgürtel      |
| (16288) 4169 P-L      |                 | Hauptgürtel      |
| (145646) 4170 P-L     |                 | Hauptgürtel      |
| (117912) 4171 P-L     |                 | Hauptgürtel      |
| (11240) 4175 P-L      | Piso            | Hauptgürtel      |
| (249560) 4176 P-L     |                 | Hauptgürtel      |
| (26021) 4177 P-L      |                 | Hauptgürtel      |
| (178269) 4178 P-L     |                 | Hauptgürtel      |
| (65508) 4179 P-L      |                 | Hauptgürtel      |
| (26022) 4180 P-L      |                 | Hauptgürtel      |
| (134308) 4183 P-L     |                 | Hauptgürtel      |
| (29011) 4184 P-L      |                 | Hauptgürtel      |
| (65509) 4186 P-L      |                 | Hauptgürtel      |
| (257444) 4188 P-L     |                 | Hauptgürtel      |
| (30621) 4189 P-L      |                 | Hauptgürtel      |
| (39388) 4190 P-L      |                 | Hauptgürtel      |
| (39389) 4191 P-L      |                 | Hauptgürtel      |
| (145647) 4193 P-L     |                 | Hauptgürtel      |
| (1810) 4196 P-L       | Epimetheus      | Hauptgürtel      |
| (150093) 4197 P-L     |                 | Hauptgürtel      |
| (69170) 4199 P-L      |                 | Hauptgürtel      |
| (27634) 4200 P-L      |                 | Hauptgürtel      |
| (16289) 4201 P-L      |                 | Hauptgürtel      |
| (19869) 4202 P-L      |                 | Hauptgürtel      |
| (85036) 4203 P-L      |                 | Hauptgürtel      |
| (16290) 4204 P-L      |                 | Hauptgürtel      |
| (12939) 4206 P-L      |                 | Hauptgürtel      |
| (32651) 4208 P-L      |                 | Hauptgürtel      |
| (129359) 4209 P-L     |                 | Hauptgürtel      |
| (117913) 4211 P-L     |                 | Hauptgürtel      |
| (30622) 4213 P-L      |                 | Hauptgürtel      |
| (20913) 4214 P-L      |                 | Hauptgürtel      |
| (20914) 4215 P-L      |                 | Hauptgürtel      |
| (52123) 4217 P-L      |                 | Hauptgürtel      |
| (37448) 4218 P-L      |                 | Hauptgürtel      |
| (297226) 4219 P-L     |                 | Hauptgürtel      |
| (79005) 4220 P-L      |                 | Hauptgürtel      |
| (96061) 4222 P-L      |                 | Hauptgürtel      |
| (145648) 4223 P-L     |                 | Hauptgürtel      |
| (117914) 4225 P-L     |                 | Hauptgürtel      |
| (30623) 4226 P-L      |                 | Hauptgürtel      |
| (117915) 4227 P-L     |                 | Hauptgürtel      |
| (90596) 4229 P-L      |                 | Hauptgürtel      |
| (69171) 4230 P-L      |                 | Hauptgürtel      |
| (30624) 4232 P-L      |                 | Hauptgürtel      |
| (145649) 4233 P-L     |                 | Hauptgürtel      |
| (37449) 4235 P-L      |                 | Hauptgürtel      |
| (30625) 4236 P-L      |                 | Hauptgürtel      |
| (4415) 4237 P-L       | Echnaton        | Hauptgürtel      |
| (23343) 4238 P-L      |                 | Hauptgürtel      |
| (48349) 4239 P-L      |                 | Hauptgürtel      |
| (30626) 4240 P-L      |                 | Hauptgürtel      |
| (65510) 4241 P-L      |                 | Hauptgürtel      |
| (145650) 4242 P-L     |                 | Hauptgürtel      |
| (65511) 4243 P-L      |                 | Hauptgürtel      |
| (46458) 4244 P-L      |                 | Hauptgürtel      |
| (269641) 4245 P-L     |                 | Hauptgürtel      |
| (65512) 4246 P-L      |                 | Hauptgürtel      |
| (9685) 4247 P-L       | Korteweg        | Hauptgürtel      |
| (90597) 4248 P-L      |                 | Hauptgürtel      |
| (42389) 4251 P-L      |                 | Hauptgürtel      |
| (73565) 4252 P-L      |                 | Hauptgürtel      |
| (90598) 4253 P-L      |                 | Hauptgürtel      |
| (37450) 4257 P-L      |                 | Hauptgürtel      |
| (65513) 4258 P-L      |                 | Hauptgürtel      |
| (73566) 4259 P-L      |                 | Hauptgürtel      |
| (3664) 4260 P-L       | Anneres         | Hauptgürtel      |
| (79006) 4261 P-L      |                 | Hauptgürtel      |
| (129360) 4263 P-L     |                 | Hauptgürtel      |
| (145651) 4264 P-L     |                 | Hauptgürtel      |
| (152536) 4265 P-L     |                 | Hauptgürtel      |
| (168292) 4267 P-L     |                 | Hauptgürtel      |
| (30627) 4269 P-L      |                 | Hauptgürtel      |
| (65514) 4270 P-L      |                 | Hauptgürtel      |
| (117916) 4271 P-L     |                 | Hauptgürtel      |
| (52124) 4272 P-L      |                 | Hauptgürtel      |
| (52125) 4274 P-L      |                 | Hauptgürtel      |
| (190275) 4275 P-L     |                 | Hauptgürtel      |
| (10953) 4276 P-L      | Gerdatschira    | Hauptgürtel      |
| (251648) 4277 P-L     |                 | Hauptgürtel      |
| (145652) 4278 P-L     |                 | Hauptgürtel      |
| (85037) 4279 P-L      |                 | Hauptgürtel      |
| (37451) 4280 P-L      |                 | Hauptgürtel      |
| (117917) 4281 P-L     |                 | Hauptgürtel      |
| (37452) 4282 P-L      | Spirit          | Hauptgürtel      |
| (69172) 4283 P-L      |                 | Hauptgürtel      |
| (52126) 4284 P-L      |                 | Hauptgürtel      |
| (29012) 4285 P-L      |                 | Hauptgürtel      |
| (34911) 4288 P-L      |                 | Hauptgürtel      |
| (79007) 4289 P-L      |                 | Hauptgürtel      |
| (181680) 4290 P-L     |                 | Hauptgürtel      |
| (29013) 4291 P-L      |                 | Hauptgürtel      |
| (20915) 4302 P-L      |                 | Hauptgürtel      |
| (69173) 4304 P-L      |                 | Hauptgürtel      |
| (42390) 4305 P-L      |                 | Hauptgürtel      |
| (79008) 4306 P-L      |                 | Hauptgürtel      |
| (237352) 4307 P-L     |                 | Hauptgürtel      |
| (200068) 4310 P-L     |                 | Hauptgürtel      |
| (37453) 4311 P-L      |                 | Hauptgürtel      |
| (85038) 4313 P-L      |                 | Hauptgürtel      |
| (34912) 4314 P-L      |                 | Hauptgürtel      |
| (16291) 4315 P-L      |                 | Hauptgürtel      |
| (32652) 4319 P-L      |                 | Hauptgürtel      |
| (117918) 4320 P-L     |                 | Hauptgürtel      |
| (17300) 4321 P-L      |                 | Hauptgürtel      |
| (200069) 4322 P-L     | Alastor         | Jupiter-Trojaner |
| (129361) 4324 P-L     |                 | Hauptgürtel      |
| (275484) 4325 P-L     |                 | Hauptgürtel      |
| (175648) 4326 P-L     |                 | Hauptgürtel      |
| (129362) 4327 P-L     |                 | Hauptgürtel      |
| (129363) 4330 P-L     |                 | Hauptgürtel      |
| (145653) 4333 P-L     |                 | Hauptgürtel      |

### 4500 bis 6299
| Nummer und Bezeichner | Eigenname       | Orbittyp         |
| --------------------- | --------------- | ---------------- |
| (1778) 4506 P-L       | Alfvén          | Hauptgürtel      |
| (73567) 4509 P-L      |                 | Hauptgürtel      |
| (207936) 4511 P-L     |                 | Hauptgürtel      |
| (229907) 4513 P-L     |                 | Hauptgürtel      |
| (69174) 4514 P-L      |                 | Hauptgürtel      |
| (24560) 4517 P-L      |                 | Hauptgürtel      |
| (171462) 4518 P-L     |                 | Hauptgürtel      |
| (2256) 4519 P-L       | Wiśniewski      | Hauptgürtel      |
| (8754) 4521 P-L       | Leucorodia      | Hauptgürtel      |
| (10651) 4522 P-L      | Van Linschoten  | Hauptgürtel      |
| (8317) 4523 P-L       | Eurysaces       | Jupiter-Trojaner |
| (6935) 4524 P-L       | Morisot         | Hauptgürtel      |
| (13875) 4525 P-L      |                 | Hauptgürtel      |
| (13448) 4526 P-L      | Edbryce         | Hauptgürtel      |
| (34913) 4527 P-L      |                 | Hauptgürtel      |
| (27635) 4528 P-L      |                 | Hauptgürtel      |
| (18210) 4529 P-L      |                 | Hauptgürtel      |
| (4416) 4530 P-L       | Ramses          | Hauptgürtel      |
| (216913) 4533 P-L     |                 | Hauptgürtel      |
| (34914) 4535 P-L      |                 | Hauptgürtel      |
| (29014) 4536 P-L      |                 | Hauptgürtel      |
| (117919) 4537 P-L     |                 | Hauptgürtel      |
| (26023) 4538 P-L      |                 | Hauptgürtel      |
| (264249) 4539 P-L     |                 | Hauptgürtel      |
| (46459) 4540 P-L      |                 | Hauptgürtel      |
| (85039) 4541 P-L      |                 | Hauptgürtel      |
| (90599) 4542 P-L      |                 | Hauptgürtel      |
| (26024) 4543 P-L      |                 | Hauptgürtel      |
| (29015) 4544 P-L      |                 | Hauptgürtel      |
| (10954) 4545 P-L      | Spiegel         | Hauptgürtel      |
| (117920) 4546 P-L     |                 | Hauptgürtel      |
| (249561) 4547 P-L     |                 | Hauptgürtel      |
| (190276) 4548 P-L     |                 | Hauptgürtel      |
| (69175) 4550 P-L      |                 | Hauptgürtel      |
| (134309) 4552 P-L     |                 | Hauptgürtel      |
| (15646) 4555 P-L      |                 | Hauptgürtel      |
| (15647) 4556 P-L      |                 | Hauptgürtel      |
| (16292) 4557 P-L      |                 | Hauptgürtel      |
| (96062) 4558 P-L      |                 | Hauptgürtel      |
| (7720) 4559 P-L       | Lepaute         | Hauptgürtel      |
| (90600) 4560 P-L      |                 | Hauptgürtel      |
| (34915) 4564 P-L      |                 | Hauptgürtel      |
| (22199) 4572 P-L      | Klonios         | Jupiter-Trojaner |
| (22200) 4573 P-L      |                 | Hauptgürtel      |
| (3868) 4575 P-L       | Mendoza         | Hauptgürtel      |
| (1811) 4576 P-L       | Bruwer          | Hauptgürtel      |
| (5695) 4577 P-L       | Remillieux      | Hauptgürtel      |
| (2435) 4578 P-L       | Horemheb        | Hauptgürtel      |
| (3098) 4579 P-L       | van Sprang      | Hauptgürtel      |
| (6105) 4580 P-L       | Verrocchio      | Hauptgürtel      |
| (8054) 4581 P-L       | Brentano        | Hauptgürtel      |
| (5696) 4582 P-L       | Ibsen           | Hauptgürtel      |
| (2987) 4583 P-L       | Sarabhai        | Hauptgürtel      |
| (22201) 4584 P-L      |                 | Hauptgürtel      |
| (2800) 4585 P-L       | Ovidius         | Hauptgürtel      |
| (8755) 4586 P-L       | Querquedula     | Hauptgürtel      |
| (26025) 4587 P-L      |                 | Hauptgürtel      |
| (12940) 4588 P-L      |                 | Hauptgürtel      |
| (99945) 4589 P-L      |                 | Hauptgürtel      |
| (9484) 4590 P-L       | Wanambi         | Hauptgürtel      |
| (29016) 4591 P-L      |                 | Hauptgürtel      |
| (14753) 4592 P-L      |                 | Hauptgürtel      |
| (9248) 4593 P-L       | Sauer           | Hauptgürtel      |
| (5010) 4594 P-L       | Amenemhêt       | Hauptgürtel      |
| (34916) 4595 P-L      |                 | Hauptgürtel      |
| (1869) 4596 P-L       | Philoctetes     | Jupiter-Trojaner |
| (18211) 4597 P-L      |                 | Hauptgürtel      |
| (5451) 4598 P-L       | Plato           | Hauptgürtel      |
| (10652) 4599 P-L      | Blaeu           | Hauptgürtel      |
| (6805) 4600 P-L       | Abstracta       | Hauptgürtel      |
| (29017) 4601 P-L      |                 | Hauptgürtel      |
| (69176) 4602 P-L      |                 | Hauptgürtel      |
| (18212) 4603 P-L      |                 | Hauptgürtel      |
| (9686) 4604 P-L       | Keesom          | Hauptgürtel      |
| (9249) 4606 P-L       | Yen             | Hauptgürtel      |
| (18213) 4607 P-L      |                 | Hauptgürtel      |
| (26768) 4608 P-L      |                 | Hauptgürtel      |
| (17301) 4609 P-L      |                 | Hauptgürtel      |
| (17302) 4610 P-L      |                 | Hauptgürtel      |
| (9905) 4611 P-L       | Tiziano         | Hauptgürtel      |
| (23344) 4612 P-L      |                 | Hauptgürtel      |
| (16293) 4613 P-L      |                 | Hauptgürtel      |
| (9687) 4614 P-L       | Uhlenbeck       | Hauptgürtel      |
| (18214) 4615 P-L      |                 | Hauptgürtel      |
| (34917) 4616 P-L      |                 | Hauptgürtel      |
| (85040) 4617 P-L      |                 | Hauptgürtel      |
| (69177) 4618 P-L      |                 | Hauptgürtel      |
| (23345) 4619 P-L      |                 | Hauptgürtel      |
| (43697) 4620 P-L      |                 | Hauptgürtel      |
| (117921) 4621 P-L     |                 | Hauptgürtel      |
| (117922) 4622 P-L     |                 | Hauptgürtel      |
| (10432) 4623 P-L      | Ullischwarz     | Hauptgürtel      |
| (12142) 4624 P-L      | Franklow        | Hauptgürtel      |
| (13876) 4625 P-L      |                 | Hauptgürtel      |
| (12615) 4626 P-L      | Mendesdeleon    | Hauptgürtel      |
| (96063) 4627 P-L      |                 | Hauptgürtel      |
| (20916) 4628 P-L      |                 | Hauptgürtel      |
| (17303) 4629 P-L      |                 | Hauptgürtel      |
| (6504) 4630 P-L       | Lehmbruck       | Hauptgürtel      |
| (12143) 4631 P-L      | Harwit          | Hauptgürtel      |
| (2042) 4633 P-L       | Sitarski        | Hauptgürtel      |
| (19035) 4634 P-L      |                 | Hauptgürtel      |
| (32653) 4635 P-L      |                 | Hauptgürtel      |
| (37454) 4636 P-L      |                 | Hauptgürtel      |
| (17304) 4637 P-L      |                 | Hauptgürtel      |
| (12941) 4638 P-L      |                 | Hauptgürtel      |
| (32654) 4640 P-L      |                 | Hauptgürtel      |
| (5194) 4641 P-L       | Bottger         | Hauptgürtel      |
| (19036) 4642 P-L      |                 | Hauptgürtel      |
| (9250) 4643 P-L       | Chamberlin      | Hauptgürtel      |
| (30628) 4644 P-L      |                 | Hauptgürtel      |
| (1812) 4645 P-L       | Gilgamesh       | Hauptgürtel      |
| (24561) 4646 P-L      |                 | Hauptgürtel      |
| (24562) 4647 P-L      |                 | Hauptgürtel      |
| (14289) 4648 P-L      |                 | Hauptgürtel      |
| (15174) 4649 P-L      |                 | Hauptgürtel      |
| (3293) 4650 P-L       | Rontaylor       | Hauptgürtel      |
| (8963) 4651 P-L       | Collurio        | Hauptgürtel      |
| (17305) 4652 P-L      | Caniff          | Hauptgürtel      |
| (85041) 4653 P-L      |                 | Hauptgürtel      |
| (34918) 4654 P-L      |                 | Hauptgürtel      |
| (11429) 4655 P-L      | Demodokus       | Jupiter-Trojaner |
| (73568) 4656 P-L      |                 | Hauptgürtel      |
| (4960) 4657 P-L       | Mayo            | Hauptgürtel      |
| (26769) 4658 P-L      |                 | Hauptgürtel      |
| (73569) 4659 P-L      |                 | Hauptgürtel      |
| (117923) 4660 P-L     |                 | Hauptgürtel      |
| (12144) 4661 P-L      | Einhart         | Hauptgürtel      |
| (19037) 4663 P-L      |                 | Hauptgürtel      |
| (26026) 4664 P-L      |                 | Hauptgürtel      |
| (9688) 4665 P-L       | Goudsmit        | Hauptgürtel      |
| (30629) 4667 P-L      |                 | Hauptgürtel      |
| (10244) 4668 P-L      | Thüringer Wald  | Hauptgürtel      |
| (52127) 4681 P-L      |                 | Hauptgürtel      |
| (32655) 4692 P-L      |                 | Hauptgürtel      |
| (52128) 4693 P-L      |                 | Hauptgürtel      |
| (23346) 4695 P-L      |                 | Hauptgürtel      |
| (134310) 4698 P-L     |                 | Hauptgürtel      |
| (117924) 4699 P-L     |                 | Hauptgürtel      |
| (117925) 4701 P-L     |                 | Hauptgürtel      |
| (117926) 4703 P-L     |                 | Hauptgürtel      |
| (134311) 4704 P-L     |                 | Hauptgürtel      |
| (79009) 4707 P-L      |                 | Hauptgürtel      |
| (55656) 4708 P-L      |                 | Hauptgürtel      |
| (34919) 4710 P-L      | Imelda          | Hauptgürtel      |
| (32656) 4711 P-L      |                 | Hauptgürtel      |
| (65515) 4712 P-L      |                 | Hauptgürtel      |
| (204960) 4713 P-L     |                 | Hauptgürtel      |
| (322606) 4714 P-L     |                 | Hauptgürtel      |
| (22202) 4715 P-L      |                 | Hauptgürtel      |
| (10433) 4716 P-L      | Ponsen          | Hauptgürtel      |
| (90601) 4718 P-L      |                 | Hauptgürtel      |
| (129364) 4719 P-L     |                 | Hauptgürtel      |
| (32657) 4721 P-L      |                 | Hauptgürtel      |
| (10434) 4722 P-L      | Tinbergen       | Hauptgürtel      |
| (202883) 4723 P-L     |                 | Hauptgürtel      |
| (168293) 4724 P-L     |                 | Hauptgürtel      |
| (393347) 4725 P-L     |                 | Hauptgürtel      |
| (65516) 4726 P-L      |                 | Hauptgürtel      |
| (37455) 4727 P-L      |                 | Hauptgürtel      |
| (145654) 4728 P-L     |                 | Hauptgürtel      |
| (69178) 4729 P-L      |                 | Hauptgürtel      |
| (12145) 4730 P-L      | Behaim          | Hauptgürtel      |
| (30630) 4733 P-L      |                 | Hauptgürtel      |
| (26770) 4734 P-L      |                 | Hauptgürtel      |
| (34920) 4735 P-L      |                 | Hauptgürtel      |
| (73570) 4736 P-L      |                 | Hauptgürtel      |
| (117927) 4739 P-L     |                 | Hauptgürtel      |
| (145655) 4740 P-L     |                 | Hauptgürtel      |
| (117928) 4741 P-L     |                 | Hauptgürtel      |
| (117929) 4742 P-L     |                 | Hauptgürtel      |
| (147933) 4744 P-L     |                 | Hauptgürtel      |
| (161981) 4745 P-L     |                 | Hauptgürtel      |
| (181681) 4746 P-L     |                 | Hauptgürtel      |
| (117930) 4747 P-L     |                 | Hauptgürtel      |
| (129365) 4751 P-L     |                 | Hauptgürtel      |
| (129366) 4752 P-L     |                 | Hauptgürtel      |
| (42391) 4753 P-L      |                 | Hauptgürtel      |
| (73571) 4755 P-L      |                 | Hauptgürtel      |
| (69179) 4756 P-L      |                 | Hauptgürtel      |
| (90602) 4757 P-L      |                 | Hauptgürtel      |
| (16294) 4758 P-L      |                 | Hauptgürtel      |
| (65517) 4759 P-L      |                 | Hauptgürtel      |
| (90603) 4760 P-L      |                 | Hauptgürtel      |
| (219012) 4762 P-L     |                 | Hauptgürtel      |
| (19038) 4764 P-L      |                 | Hauptgürtel      |
| (73572) 4765 P-L      |                 | Hauptgürtel      |
| (73573) 4766 P-L      |                 | Hauptgürtel      |
| (69180) 4770 P-L      |                 | Hauptgürtel      |
| (96064) 4772 P-L      |                 | Hauptgürtel      |
| (136544) 4773 P-L     |                 | Hauptgürtel      |
| (117931) 4776 P-L     |                 | Hauptgürtel      |
| (27636) 4778 P-L      |                 | Hauptgürtel      |
| (85042) 4779 P-L      |                 | Hauptgürtel      |
| (19870) 4780 P-L      |                 | Hauptgürtel      |
| (117932) 4781 P-L     |                 | Hauptgürtel      |
| (73574) 4783 P-L      |                 | Hauptgürtel      |
| (96065) 4785 P-L      |                 | Hauptgürtel      |
| (181682) 4786 P-L     |                 | Hauptgürtel      |
| (145656) 4788 P-L     |                 | Amor-Typ         |
| (73575) 4789 P-L      |                 | Hauptgürtel      |
| (37456) 4790 P-L      |                 | Hauptgürtel      |
| (164595) 4791 P-L     |                 | Hauptgürtel      |
| (18215) 4792 P-L      |                 | Hauptgürtel      |
| (37457) 4793 P-L      |                 | Hauptgürtel      |
| (129367) 4795 P-L     |                 | Hauptgürtel      |
| (52129) 4796 P-L      |                 | Hauptgürtel      |
| (134312) 4797 P-L     |                 | Hauptgürtel      |
| (46460) 4798 P-L      |                 | Hauptgürtel      |
| (96066) 4799 P-L      |                 | Hauptgürtel      |
| (32658) 4800 P-L      |                 | Hauptgürtel      |
| (34921) 4801 P-L      |                 | Hauptgürtel      |
| (164596) 4802 P-L     |                 | Hauptgürtel      |
| (181683) 4803 P-L     |                 | Hauptgürtel      |
| (32659) 4804 P-L      |                 | Hauptgürtel      |
| (9995) 4805 P-L       | Alouette        | Hauptgürtel      |
| (14754) 4806 P-L      |                 | Hauptgürtel      |
| (117933) 4808 P-L     |                 | Hauptgürtel      |
| (117934) 4809 P-L     |                 | Hauptgürtel      |
| (96067) 4810 P-L      |                 | Hauptgürtel      |
| (73576) 4812 P-L      |                 | Hauptgürtel      |
| (90604) 4813 P-L      |                 | Hauptgürtel      |
| (90605) 4814 P-L      |                 | Hauptgürtel      |
| (120413) 4815 P-L     |                 | Hauptgürtel      |
| (134313) 4816 P-L     |                 | Hauptgürtel      |
| (85043) 4817 P-L      |                 | Hauptgürtel      |
| (73577) 4818 P-L      |                 | Hauptgürtel      |
| (96068) 4819 P-L      |                 | Hauptgürtel      |
| (16295) 4820 P-L      |                 | Hauptgürtel      |
| (69181) 4821 P-L      |                 | Hauptgürtel      |
| (9134) 4822 P-L       | Encke           | Hauptgürtel      |
| (129368) 4823 P-L     |                 | Hauptgürtel      |
| (34922) 4825 P-L      |                 | Hauptgürtel      |
| (32660) 4826 P-L      |                 | Hauptgürtel      |
| (85044) 4829 P-L      |                 | Hauptgürtel      |
| (9689) 4831 P-L       | Freudenthal     | Hauptgürtel      |
| (189406) 4835 P-L     |                 | Hauptgürtel      |
| (7506) 4837 P-L       | Lub             | Hauptgürtel      |
| (65518) 4838 P-L      |                 | Hauptgürtel      |
| (39390) 4839 P-L      |                 | Hauptgürtel      |
| (19039) 4844 P-L      |                 | Hauptgürtel      |
| (13449) 4845 P-L      | Margaretgarland | Hauptgürtel      |
| (26771) 4846 P-L      |                 | Hauptgürtel      |
| (32661) 4848 P-L      |                 | Hauptgürtel      |
| (69182) 4850 P-L      |                 | Hauptgürtel      |
| (79010) 4851 P-L      |                 | Hauptgürtel      |
| (65519) 4853 P-L      |                 | Hauptgürtel      |
| (159364) 4854 P-L     |                 | Hauptgürtel      |
| (65520) 4857 P-L      |                 | Hauptgürtel      |
| (24563) 4858 P-L      |                 | Hauptgürtel      |
| (26027) 4861 P-L      | Cotopaxi        | Hauptgürtel      |
| (14600) 4862 P-L      | Gainsbourg      | Hauptgürtel      |
| (117935) 4863 P-L     |                 | Hauptgürtel      |
| (17306) 4865 P-L      |                 | Hauptgürtel      |
| (11761) 4868 P-L      | Davidgill       | Hauptgürtel      |
| (34923) 4870 P-L      |                 | Hauptgürtel      |
| (12616) 4874 P-L      | Lochner         | Hauptgürtel      |
| (19040) 4875 P-L      |                 | Hauptgürtel      |
| (43698) 4878 P-L      |                 | Hauptgürtel      |
| (90606) 4879 P-L      |                 | Hauptgürtel      |
| (120414) 4880 P-L     |                 | Hauptgürtel      |
| (52130) 4882 P-L      |                 | Hauptgürtel      |
| (168294) 4883 P-L     |                 | Hauptgürtel      |
| (39391) 4885 P-L      |                 | Hauptgürtel      |
| (189001) 4889 P-L     |                 | Hauptgürtel      |
| (185644) 4890 P-L     |                 | Hauptgürtel      |
| (52131) 4892 P-L      |                 | Hauptgürtel      |
| (39392) 4893 P-L      |                 | Hauptgürtel      |
| (65521) 4894 P-L      |                 | Hauptgürtel      |
| (17307) 4895 P-L      |                 | Hauptgürtel      |
| (9251) 4896 P-L       | Harch           | Hauptgürtel      |
| (117936) 4899 P-L     |                 | Hauptgürtel      |
| (32662) 4900 P-L      |                 | Hauptgürtel      |
| (55657) 4905 P-L      |                 | Hauptgürtel      |
| (42392) 4908 P-L      |                 | Hauptgürtel      |
| (129369) 4909 P-L     |                 | Hauptgürtel      |
| (18216) 4917 P-L      |                 | Hauptgürtel      |
| (90607) 4918 P-L      |                 | Hauptgürtel      |
| (8055) 5004 P-L       | Arnim           | Hauptgürtel      |
| (37458) 5008 P-L      |                 | Hauptgürtel      |
| (10955) 5011 P-L      | Harig           | Hauptgürtel      |
| (85045) 5015 P-L      |                 | Hauptgürtel      |
| (20917) 5016 P-L      |                 | Hauptgürtel      |
| (90608) 5020 P-L      |                 | Hauptgürtel      |
| (18217) 5021 P-L      |                 | Hauptgürtel      |
| (10956) 5023 P-L      | Vosges          | Hauptgürtel      |
| (306367) 5025 P-L     | Nut             | Apollo-Typ       |
| (90609) 5027 P-L      |                 | Hauptgürtel      |
| (187738) 5031 P-L     |                 | Hauptgürtel      |
| (52132) 5034 P-L      |                 | Hauptgürtel      |
| (117937) 5036 P-L     |                 | Hauptgürtel      |
| (266999) 5039 P-L     |                 | Hauptgürtel      |
| (3604) 5550 P-L       | Berkhuijsen     | Hauptgürtel      |
| (136545) 5552 P-L     |                 | Hauptgürtel      |
| (32663) 5553 P-L      |                 | Hauptgürtel      |
| (26028) 5554 P-L      |                 | Hauptgürtel      |
| (5148) 5557 P-L       | Giordano        | Hauptgürtel      |
| (39393) 5564 P-L      |                 | Hauptgürtel      |
| (26029) 5565 P-L      |                 | Hauptgürtel      |
| (23347) 5567 P-L      |                 | Hauptgürtel      |
| (12617) 5568 P-L      | Angelusilesius  | Hauptgürtel      |
| (65522) 5570 P-L      |                 | Hauptgürtel      |
| (65523) 5578 P-L      |                 | Hauptgürtel      |
| (301837) 5581 P-L     |                 | Hauptgürtel      |
| (65524) 5585 P-L      |                 | Hauptgürtel      |
| (26030) 6004 P-L      |                 | Hauptgürtel      |
| (229908) 6005 P-L     |                 | Hauptgürtel      |
| (52133) 6007 P-L      |                 | Hauptgürtel      |
| (257445) 6010 P-L     |                 | Hauptgürtel      |
| (42393) 6012 P-L      |                 | Hauptgürtel      |
| (221939) 6017 P-L     |                 | Hauptgürtel      |
| (22203) 6020 P-L      | Prothoenor      | Jupiter-Trojaner |
| (58063) 6024 P-L      |                 | Hauptgürtel      |
| (164597) 6025 P-L     |                 | Hauptgürtel      |
| (30631) 6026 P-L      |                 | Hauptgürtel      |
| (39394) 6027 P-L      |                 | Hauptgürtel      |
| (10653) 6030 P-L      | Witsen          | Hauptgürtel      |
| (4295) 6032 P-L       | Wisse           | Hauptgürtel      |
| (26772) 6033 P-L      |                 | Hauptgürtel      |
| (5756) 6034 P-L       | Wassenbergh     | Hauptgürtel      |
| (12146) 6035 P-L      | Ostriker        | Hauptgürtel      |
| (2095) 6036 P-L       | Parsifal        | Hauptgürtel      |
| (37459) 6037 P-L      |                 | Hauptgürtel      |
| (8056) 6038 P-L       | Tieck           | Hauptgürtel      |
| (9690) 6039 P-L       | Houtgast        | Hauptgürtel      |
| (5341) 6040 P-L       | Purgathofer     | Hauptgürtel      |
| (11762) 6044 P-L      | Vogel           | Hauptgürtel      |
| (5884) 6045 P-L       | Dolezal         | Hauptgürtel      |
| (23348) 6046 P-L      |                 | Hauptgürtel      |
| (4586) 6047 P-L       | Gunvor          | Hauptgürtel      |
| (6806) 6048 P-L       | Kaufmann        | Hauptgürtel      |
| (65525) 6052 P-L      |                 | Hauptgürtel      |
| (9691) 6053 P-L       | Zwaan           | Hauptgürtel      |
| (12942) 6054 P-L      |                 | Hauptgürtel      |
| (19041) 6055 P-L      |                 | Hauptgürtel      |
| (24564) 6056 P-L      |                 | Hauptgürtel      |
| (120415) 6057 P-L     |                 | Hauptgürtel      |
| (19871) 6058 P-L      |                 | Hauptgürtel      |
| (52134) 6059 P-L      |                 | Hauptgürtel      |
| (96069) 6060 P-L      |                 | Hauptgürtel      |
| (55658) 6061 P-L      |                 | Hauptgürtel      |
| (29018) 6062 P-L      |                 | Hauptgürtel      |
| (13877) 6063 P-L      |                 | Hauptgürtel      |
| (10435) 6064 P-L      | Tjeerd          | Hauptgürtel      |
| (7970) 6065 P-L       | Lichtenberg     | Hauptgürtel      |
| (2436) 6066 P-L       | Hatshepsut      | Hauptgürtel      |
| (10957) 6068 P-L      | Alps            | Hauptgürtel      |
| (14755) 6069 P-L      |                 | Hauptgürtel      |
| (52135) 6070 P-L      |                 | Hauptgürtel      |
| (10245) 6071 P-L      | Inselsberg      | Hauptgürtel      |
| (32664) 6072 P-L      |                 | Hauptgürtel      |
| (10436) 6073 P-L      | Janwillempel    | Hauptgürtel      |
| (26031) 6074 P-L      |                 | Hauptgürtel      |
| (65526) 6075 P-L      |                 | Hauptgürtel      |
| (52136) 6076 P-L      |                 | Hauptgürtel      |
| (13450) 6077 P-L      |                 | Hauptgürtel      |
| (96070) 6078 P-L      |                 | Hauptgürtel      |
| (17308) 6079 P-L      |                 | Hauptgürtel      |
| (52137) 6080 P-L      |                 | Hauptgürtel      |
| (3091) 6081 P-L       | van den Heuvel  | Hauptgürtel      |
| (12147) 6082 P-L      | Bramante        | Hauptgürtel      |
| (10437) 6085 P-L      | Van der Kruit   | Hauptgürtel      |
| (2200) 6090 P-L       | Pasadena        | Hauptgürtel      |
| (3047) 6091 P-L       | Goethe          | Hauptgürtel      |
| (4180) 6092 P-L       | Anaxagoras      | Hauptgürtel      |
| (29019) 6095 P-L      |                 | Hauptgürtel      |
| (155357) 6096 P-L     |                 | Hauptgürtel      |
| (19872) 6097 P-L      | Chendonghua     | Hauptgürtel      |
| (90610) 6098 P-L      |                 | Hauptgürtel      |
| (65527) 6099 P-L      |                 | Hauptgürtel      |
| (90611) 6100 P-L      |                 | Hauptgürtel      |
| (117938) 6101 P-L     |                 | Hauptgürtel      |
| (37460) 6102 P-L      |                 | Hauptgürtel      |
| (13451) 6103 P-L      |                 | Hauptgürtel      |
| (19042) 6104 P-L      |                 | Hauptgürtel      |
| (46461) 6105 P-L      |                 | Hauptgürtel      |
| (13878) 6106 P-L      |                 | Hauptgürtel      |
| (32665) 6107 P-L      |                 | Hauptgürtel      |
| (9485) 6108 P-L       | Uluru           | Hauptgürtel      |
| (34924) 6109 P-L      |                 | Hauptgürtel      |
| (55659) 6110 P-L      |                 | Hauptgürtel      |
| (42394) 6111 P-L      |                 | Hauptgürtel      |
| (37461) 6112 P-L      |                 | Hauptgürtel      |
| (15175) 6113 P-L      |                 | Hauptgürtel      |
| (34925) 6114 P-L      |                 | Hauptgürtel      |
| (15648) 6115 P-L      |                 | Hauptgürtel      |
| (30632) 6117 P-L      |                 | Hauptgürtel      |
| (65528) 6118 P-L      |                 | Hauptgürtel      |
| (55660) 6119 P-L      |                 | Hauptgürtel      |
| (30633) 6120 P-L      |                 | Hauptgürtel      |
| (22204) 6121 P-L      |                 | Hauptgürtel      |
| (117939) 6122 P-L     |                 | Hauptgürtel      |
| (120416) 6123 P-L     |                 | Hauptgürtel      |
| (32666) 6124 P-L      |                 | Hauptgürtel      |
| (85046) 6126 P-L      |                 | Hauptgürtel      |
| (96071) 6127 P-L      |                 | Hauptgürtel      |
| (30634) 6128 P-L      |                 | Hauptgürtel      |
| (9486) 6130 P-L       | Utemorrah       | Hauptgürtel      |
| (52138) 6131 P-L      |                 | Hauptgürtel      |
| (90612) 6132 P-L      |                 | Hauptgürtel      |
| (34926) 6133 P-L      |                 | Hauptgürtel      |
| (161982) 6159 P-L     |                 | Hauptgürtel      |
| (46462) 6179 P-L      |                 | Hauptgürtel      |
| (32667) 6180 P-L      |                 | Hauptgürtel      |
| (55661) 6184 P-L      |                 | Hauptgürtel      |
| (322607) 6185 P-L     |                 | Hauptgürtel      |
| (30635) 6186 P-L      |                 | Hauptgürtel      |
| (90613) 6187 P-L      |                 | Hauptgürtel      |
| (10958) 6188 P-L      | Mont Blanc      | Hauptgürtel      |
| (34927) 6189 P-L      |                 | Hauptgürtel      |
| (30636) 6190 P-L      |                 | Hauptgürtel      |
| (117940) 6191 P-L     |                 | Hauptgürtel      |
| (52139) 6192 P-L      |                 | Hauptgürtel      |
| (42395) 6193 P-L      |                 | Hauptgürtel      |
| (30637) 6196 P-L      |                 | Hauptgürtel      |
| (39395) 6199 P-L      |                 | Hauptgürtel      |
| (65529) 6200 P-L      |                 | Hauptgürtel      |
| (229909) 6201 P-L     |                 | Hauptgürtel      |
| (117941) 6202 P-L     |                 | Hauptgürtel      |
| (7313) 6207 P-L       | Pisano          | Hauptgürtel      |
| (136546) 6208 P-L     |                 | Hauptgürtel      |
| (117942) 6210 P-L     |                 | Hauptgürtel      |
| (42396) 6213 P-L      |                 | Hauptgürtel      |
| (19043) 6214 P-L      |                 | Hauptgürtel      |
| (269642) 6215 P-L     |                 | Hauptgürtel      |
| (65530) 6216 P-L      |                 | Hauptgürtel      |
| (12618) 6217 P-L      | Cellarius       | Hauptgürtel      |
| (145657) 6218 P-L     |                 | Hauptgürtel      |
| (117943) 6219 P-L     |                 | Hauptgürtel      |
| (58064) 6220 P-L      |                 | Hauptgürtel      |
| (48350) 6221 P-L      |                 | Hauptgürtel      |
| (96072) 6222 P-L      |                 | Hauptgürtel      |
| (55662) 6224 P-L      |                 | Hauptgürtel      |
| (301838) 6226 P-L     |                 | Hauptgürtel      |
| (190277) 6227 P-L     |                 | Hauptgürtel      |
| (215091) 6228 P-L     |                 | Hauptgürtel      |
| (267000) 6229 P-L     |                 | Hauptgürtel      |
| (34928) 6230 P-L      |                 | Hauptgürtel      |
| (155358) 6231 P-L     |                 | Hauptgürtel      |
| (14756) 6232 P-L      |                 | Hauptgürtel      |
| (175649) 6233 P-L     |                 | Hauptgürtel      |
| (161983) 6236 P-L     |                 | Hauptgürtel      |
| (30638) 6237 P-L      |                 | Hauptgürtel      |
| (157777) 6239 P-L     |                 | Hauptgürtel      |
| (173108) 6240 P-L     | Ingola          | Hauptgürtel      |
| (12619) 6242 P-L      | Anubelshunu     | Hauptgürtel      |
| (39396) 6243 P-L      |                 | Hauptgürtel      |
| (18218) 6245 P-L      |                 | Hauptgürtel      |
| (30639) 6246 P-L      |                 | Hauptgürtel      |
| (55663) 6247 P-L      |                 | Hauptgürtel      |
| (48351) 6250 P-L      |                 | Hauptgürtel      |
| (257446) 6251 P-L     |                 | Hauptgürtel      |
| (164598) 6252 P-L     |                 | Hauptgürtel      |
| (219013) 6253 P-L     |                 | Hauptgürtel      |
| (85047) 6255 P-L      | Krakatau        | Hauptgürtel      |
| (215092) 6256 P-L     |                 | Hauptgürtel      |
| (117944) 6257 P-L     |                 | Hauptgürtel      |
| (129370) 6258 P-L     |                 | Hauptgürtel      |
| (306368) 6259 P-L     |                 | Hauptgürtel      |
| (18219) 6260 P-L      |                 | Hauptgürtel      |
| (120417) 6264 P-L     |                 | Hauptgürtel      |
| (85048) 6265 P-L      |                 | Hauptgürtel      |
| (129371) 6266 P-L     |                 | Hauptgürtel      |
| (117945) 6271 P-L     |                 | Hauptgürtel      |
| (171463) 6272 P-L     |                 | Hauptgürtel      |
| (29020) 6274 P-L      |                 | Hauptgürtel      |
| (117946) 6276 P-L     |                 | Hauptgürtel      |
| (73578) 6277 P-L      |                 | Hauptgürtel      |
| (32668) 6278 P-L      |                 | Hauptgürtel      |
| (85049) 6279 P-L      |                 | Hauptgürtel      |
| (168295) 6280 P-L     |                 | Hauptgürtel      |
| (55664) 6281 P-L      |                 | Hauptgürtel      |
| (396539) 6283 P-L     |                 | Hauptgürtel      |
| (73579) 6284 P-L      |                 | Hauptgürtel      |
| (73580) 6285 P-L      |                 | Hauptgürtel      |
| (18220) 6286 P-L      |                 | Hauptgürtel      |
| (32669) 6287 P-L      |                 | Hauptgürtel      |
| (46463) 6290 P-L      |                 | Hauptgürtel      |
| (129372) 6291 P-L     |                 | Hauptgürtel      |
| (155359) 6292 P-L     |                 | Hauptgürtel      |
| (37462) 6293 P-L      |                 | Hauptgürtel      |
| (65531) 6296 P-L      |                 | Hauptgürtel      |
| (136547) 6297 P-L     |                 | Hauptgürtel      |
| (15176) 6299 P-L      |                 | Hauptgürtel      |

### Ab 6300
| Nummer und Bezeichner | Eigenname        | Orbittyp         |
| --------------------- | ---------------- | ---------------- |
| (117947) 6301 P-L     |                  | Hauptgürtel      |
| (147934) 6302 P-L     |                  | Hauptgürtel      |
| (11763) 6303 P-L      | Deslandres       | Hauptgürtel      |
| (16296) 6308 P-L      |                  | Hauptgürtel      |
| (14757) 6309 P-L      |                  | Hauptgürtel      |
| (79011) 6312 P-L      |                  | Hauptgürtel      |
| (117948) 6315 P-L     |                  | Hauptgürtel      |
| (117949) 6316 P-L     |                  | Hauptgürtel      |
| (15649) 6317 P-L      |                  | Hauptgürtel      |
| (129373) 6318 P-L     |                  | Hauptgürtel      |
| (30640) 6319 P-L      |                  | Hauptgürtel      |
| (48352) 6320 P-L      |                  | Hauptgürtel      |
| (32670) 6323 P-L      |                  | Hauptgürtel      |
| (42397) 6326 P-L      |                  | Hauptgürtel      |
| (13879) 6328 P-L      |                  | Hauptgürtel      |
| (136548) 6329 P-L     |                  | Hauptgürtel      |
| (181684) 6330 P-L     |                  | Hauptgürtel      |
| (12620) 6335 P-L      | Simaqian         | Hauptgürtel      |
| (117950) 6337 P-L     |                  | Hauptgürtel      |
| (37463) 6338 P-L      |                  | Hauptgürtel      |
| (129374) 6340 P-L     |                  | Hauptgürtel      |
| (16297) 6346 P-L      |                  | Hauptgürtel      |
| (30641) 6349 P-L      |                  | Hauptgürtel      |
| (129375) 6350 P-L     |                  | Hauptgürtel      |
| (37464) 6352 P-L      |                  | Hauptgürtel      |
| (9692) 6354 P-L       | Kuperus          | Hauptgürtel      |
| (129376) 6357 P-L     |                  | Hauptgürtel      |
| (134314) 6362 P-L     |                  | Hauptgürtel      |
| (322608) 6363 P-L     |                  | Hauptgürtel      |
| (164599) 6366 P-L     |                  | Hauptgürtel      |
| (117951) 6369 P-L     |                  | Hauptgürtel      |
| (42398) 6370 P-L      |                  | Hauptgürtel      |
| (42399) 6372 P-L      |                  | Hauptgürtel      |
| (117952) 6376 P-L     |                  | Hauptgürtel      |
| (204961) 6377 P-L     |                  | Hauptgürtel      |
| (246864) 6379 P-L     |                  | Hauptgürtel      |
| (10246) 6381 P-L      | Frankenwald      | Hauptgürtel      |
| (65532) 6389 P-L      |                  | Hauptgürtel      |
| (221940) 6508 P-L     |                  | Hauptgürtel      |
| (117953) 6511 P-L     |                  | Hauptgürtel      |
| (2247) 6512 P-L       | Hiroshima        | Hauptgürtel      |
| (13452) 6513 P-L      |                  | Hauptgürtel      |
| (39397) 6514 P-L      |                  | Hauptgürtel      |
| (161984) 6515 P-L     |                  | Hauptgürtel      |
| (19044) 6516 P-L      |                  | Hauptgürtel      |
| (14758) 6519 P-L      |                  | Hauptgürtel      |
| (14759) 6520 P-L      |                  | Hauptgürtel      |
| (2318) 6521 P-L       | Lubarsky         | Hauptgürtel      |
| (34929) 6522 P-L      |                  | Hauptgürtel      |
| (9906) 6523 P-L       | Tintoretto       | Hauptgürtel      |
| (2921) 6525 P-L       | Sophocles        | Hauptgürtel      |
| (18221) 6526 P-L      |                  | Hauptgürtel      |
| (55665) 6527 P-L      |                  | Hauptgürtel      |
| (17309) 6528 P-L      |                  | Hauptgürtel      |
| (16298) 6529 P-L      |                  | Hauptgürtel      |
| (6614) 6530 P-L       | Antisthenes      | Hauptgürtel      |
| (11764) 6531 P-L      | Benbaillaud      | Hauptgürtel      |
| (30642) 6532 P-L      |                  | Hauptgürtel      |
| (8590) 6533 P-L       | Pygargus         | Hauptgürtel      |
| (1912) 6534 P-L       | Anubis           | Hauptgürtel      |
| (3251) 6536 P-L       | Eratosthenes     | Hauptgürtel      |
| (32671) 6537 P-L      |                  | Hauptgürtel      |
| (13453) 6538 P-L      |                  | Hauptgürtel      |
| (20918) 6539 P-L      |                  | Hauptgürtel      |
| (9817) 6540 P-L       | Thersander       | Jupiter-Trojaner |
| (9907) 6541 P-L       | Oileus           | Jupiter-Trojaner |
| (2155) 6542 P-L       | Wodan            | Hauptgürtel      |
| (8591) 6543 P-L       | Excubitor        | Hauptgürtel      |
| (2471) 6545 P-L       | Ultrajectum      | Hauptgürtel      |
| (2225) 6546 P-L       | Serkowski        | Hauptgürtel      |
| (9693) 6547 P-L       | Bleeker          | Hauptgürtel      |
| (3538) 6548 P-L       | Nelsonia         | Hauptgürtel      |
| (3092) 6550 P-L       | Herodotus        | Hauptgürtel      |
| (2177) 6551 P-L       | Oliver           | Hauptgürtel      |
| (5037) 6552 P-L       | Habing           | Hauptgürtel      |
| (1846) 6553 P-L       | Bengt            | Hauptgürtel      |
| (2930) 6554 P-L       | Euripides        | Hauptgürtel      |
| (7210) 6555 P-L       | Darius           | Hauptgürtel      |
| (26032) 6556 P-L      |                  | Hauptgürtel      |
| (1744) 6557 P-L       | Harriet          | Hauptgürtel      |
| (2876) 6558 P-L       | Aeschylus        | Hauptgürtel      |
| (2003) 6559 P-L       | Harding          | Hauptgürtel      |
| (3201) 6560 P-L       | Sijthoff         | Hauptgürtel      |
| (2663) 6561 P-L       | Miltiades        | Hauptgürtel      |
| (3164) 6562 P-L       | Prast            | Hauptgürtel      |
| (3294) 6563 P-L       | Carlvesely       | Hauptgürtel      |
| (6106) 6564 P-L       | Stoss            | Hauptgürtel      |
| (3226) 6565 P-L       | Plinius          | Hauptgürtel      |
| (16299) 6566 P-L      |                  | Hauptgürtel      |
| (2289) 6567 P-L       | McMillan         | Hauptgürtel      |
| (6807) 6568 P-L       | Brunnow          | Hauptgürtel      |
| (16300) 6569 P-L      |                  | Hauptgürtel      |
| (34930) 6570 P-L      |                  | Hauptgürtel      |
| (8434) 6571 P-L       | Columbianus      | Hauptgürtel      |
| (85050) 6572 P-L      |                  | Hauptgürtel      |
| (6936) 6573 P-L       | Cassatt          | Hauptgürtel      |
| (17310) 6574 P-L      |                  | Hauptgürtel      |
| (4846) 6575 P-L       | Tuthmosis        | Hauptgürtel      |
| (16301) 6576 P-L      |                  | Hauptgürtel      |
| (24565) 6577 P-L      |                  | Hauptgürtel      |
| (2462) 6578 P-L       | Nehalennia       | Hauptgürtel      |
| (10959) 6579 P-L      | Appennino        | Hauptgürtel      |
| (10960) 6580 P-L      | Gran Sasso       | Hauptgürtel      |
| (9694) 6581 P-L       | Lycomedes        | Jupiter-Trojaner |
| (5149) 6582 P-L       | Leibniz          | Hauptgürtel      |
| (9695) 6583 P-L       | Johnheise        | Hauptgürtel      |
| (17311) 6584 P-L      |                  | Hauptgürtel      |
| (12621) 6585 P-L      | Alsufi           | Hauptgürtel      |
| (43699) 6586 P-L      |                  | Hauptgürtel      |
| (42400) 6587 P-L      |                  | Hauptgürtel      |
| (8756) 6588 P-L       | Mollissima       | Hauptgürtel      |
| (42401) 6589 P-L      |                  | Hauptgürtel      |
| (30643) 6590 P-L      |                  | Hauptgürtel      |
| (9818) 6591 P-L       | Eurymachos       | Jupiter-Trojaner |
| (65533) 6592 P-L      |                  | Hauptgürtel      |
| (19045) 6593 P-L      |                  | Hauptgürtel      |
| (13454) 6594 P-L      |                  | Hauptgürtel      |
| (14760) 6595 P-L      |                  | Hauptgürtel      |
| (145658) 6596 P-L     |                  | Hauptgürtel      |
| (212994) 6598 P-L     |                  | Hauptgürtel      |
| (15177) 6599 P-L      |                  | Hauptgürtel      |
| (8757) 6600 P-L       | Cyaneus          | Hauptgürtel      |
| (30644) 6601 P-L      |                  | Hauptgürtel      |
| (46464) 6602 P-L      |                  | Hauptgürtel      |
| (52140) 6603 P-L      |                  | Hauptgürtel      |
| (30645) 6604 P-L      |                  | Hauptgürtel      |
| (52141) 6605 P-L      |                  | Hauptgürtel      |
| (20919) 6606 P-L      |                  | Hauptgürtel      |
| (13880) 6607 P-L      | Wayneclark       | Hauptgürtel      |
| (14761) 6608 P-L      |                  | Hauptgürtel      |
| (39398) 6609 P-L      |                  | Hauptgürtel      |
| (52142) 6610 P-L      |                  | Hauptgürtel      |
| (3218) 6611 P-L       | Delphine         | Hauptgürtel      |
| (7721) 6612 P-L       | Andrillat        | Hauptgürtel      |
| (29021) 6613 P-L      |                  | Hauptgürtel      |
| (12622) 6614 P-L      | Doppelmayr       | Hauptgürtel      |
| (10438) 6615 P-L      | Ludolph          | Hauptgürtel      |
| (48353) 6616 P-L      |                  | Hauptgürtel      |
| (46465) 6617 P-L      |                  | Hauptgürtel      |
| (37465) 6618 P-L      |                  | Hauptgürtel      |
| (42402) 6619 P-L      |                  | Hauptgürtel      |
| (147935) 6620 P-L     |                  | Hauptgürtel      |
| (34931) 6621 P-L      |                  | Hauptgürtel      |
| (46466) 6622 P-L      |                  | Hauptgürtel      |
| (30646) 6623 P-L      |                  | Hauptgürtel      |
| (7622) 6624 P-L       | Pergolesi        | Hauptgürtel      |
| (13881) 6625 P-L      |                  | Hauptgürtel      |
| (13455) 6626 P-L      |                  | Hauptgürtel      |
| (4161) 6627 P-L       | Amasis           | Hauptgürtel      |
| (9696) 6628 P-L       | Jaffe            | Hauptgürtel      |
| (10247) 6629 P-L      | Amphiaraos       | Jupiter-Trojaner |
| (29022) 6630 P-L      |                  | Hauptgürtel      |
| (55666) 6631 P-L      |                  | Hauptgürtel      |
| (19873) 6632 P-L      | Chentao          | Hauptgürtel      |
| (120418) 6633 P-L     |                  | Hauptgürtel      |
| (16302) 6634 P-L      |                  | Hauptgürtel      |
| (52143) 6635 P-L      |                  | Hauptgürtel      |
| (12148) 6636 P-L      | Caravaggio       | Hauptgürtel      |
| (13882) 6637 P-L      |                  | Hauptgürtel      |
| (69183) 6638 P-L      |                  | Hauptgürtel      |
| (16303) 6639 P-L      |                  | Hauptgürtel      |
| (13456) 6640 P-L      |                  | Hauptgürtel      |
| (85051) 6641 P-L      |                  | Hauptgürtel      |
| (30647) 6642 P-L      |                  | Hauptgürtel      |
| (8435) 6643 P-L       | Anser            | Hauptgürtel      |
| (34932) 6644 P-L      |                  | Hauptgürtel      |
| (181685) 6645 P-L     |                  | Hauptgürtel      |
| (90614) 6646 P-L      |                  | Hauptgürtel      |
| (14762) 6647 P-L      |                  | Hauptgürtel      |
| (34933) 6652 P-L      |                  | Hauptgürtel      |
| (20920) 6653 P-L      |                  | Hauptgürtel      |
| (29023) 6667 P-L      |                  | Hauptgürtel      |
| (18222) 6669 P-L      |                  | Hauptgürtel      |
| (12943) 6670 P-L      |                  | Hauptgürtel      |
| (10654) 6673 P-L      | Bontekoe         | Hauptgürtel      |
| (228195) 6675 P-L     |                  | Hauptgürtel      |
| (10439) 6676 P-L      | Van Schooten     | Hauptgürtel      |
| (96073) 6677 P-L      |                  | Hauptgürtel      |
| (79012) 6678 P-L      |                  | Hauptgürtel      |
| (30648) 6679 P-L      |                  | Hauptgürtel      |
| (20921) 6680 P-L      |                  | Hauptgürtel      |
| (8758) 6683 P-L       | Perdix           | Hauptgürtel      |
| (29024) 6685 P-L      |                  | Hauptgürtel      |
| (117954) 6686 P-L     |                  | Hauptgürtel      |
| (39399) 6688 P-L      |                  | Hauptgürtel      |
| (34934) 6689 P-L      |                  | Hauptgürtel      |
| (55667) 6691 P-L      |                  | Hauptgürtel      |
| (117955) 6693 P-L     |                  | Hauptgürtel      |
| (117956) 6695 P-L     |                  | Hauptgürtel      |
| (145659) 6697 P-L     |                  | Hauptgürtel      |
| (160010) 6699 P-L     |                  | Hauptgürtel      |
| (18223) 6700 P-L      |                  | Hauptgürtel      |
| (145660) 6701 P-L     |                  | Hauptgürtel      |
| (136549) 6702 P-L     |                  | Hauptgürtel      |
| (22205) 6703 P-L      |                  | Hauptgürtel      |
| (16304) 6704 P-L      |                  | Hauptgürtel      |
| (69184) 6705 P-L      |                  | Hauptgürtel      |
| (117957) 6706 P-L     |                  | Hauptgürtel      |
| (16305) 6707 P-L      |                  | Hauptgürtel      |
| (96074) 6709 P-L      |                  | Hauptgürtel      |
| (29025) 6710 P-L      |                  | Hauptgürtel      |
| (65534) 6711 P-L      |                  | Hauptgürtel      |
| (181686) 6712 P-L     |                  | Hauptgürtel      |
| (145661) 6714 P-L     |                  | Hauptgürtel      |
| (239794) 6715 P-L     |                  | Hauptgürtel      |
| (129377) 6716 P-L     |                  | Hauptgürtel      |
| (32672) 6720 P-L      |                  | Hauptgürtel      |
| (55668) 6722 P-L      |                  | Hauptgürtel      |
| (15650) 6725 P-L      |                  | Hauptgürtel      |
| (18224) 6726 P-L      |                  | Hauptgürtel      |
| (37466) 6727 P-L      |                  | Hauptgürtel      |
| (147936) 6728 P-L     |                  | Hauptgürtel      |
| (129378) 6729 P-L     |                  | Hauptgürtel      |
| (46467) 6730 P-L      |                  | Hauptgürtel      |
| (171464) 6731 P-L     |                  | Hauptgürtel      |
| (117958) 6732 P-L     |                  | Hauptgürtel      |
| (185645) 6733 P-L     |                  | Hauptgürtel      |
| (22206) 6735 P-L      |                  | Hauptgürtel      |
| (96075) 6736 P-L      |                  | Hauptgürtel      |
| (145662) 6737 P-L     |                  | Hauptgürtel      |
| (69185) 6739 P-L      |                  | Hauptgürtel      |
| (168296) 6740 P-L     |                  | Hauptgürtel      |
| (23349) 6741 P-L      |                  | Hauptgürtel      |
| (32673) 6742 P-L      |                  | Hauptgürtel      |
| (5011) 6743 P-L       | Ptah             | Apollo-Typ       |
| (12944) 6745 P-L      |                  | Hauptgürtel      |
| (136550) 6747 P-L     |                  | Hauptgürtel      |
| (32674) 6750 P-L      |                  | Hauptgürtel      |
| (159365) 6752 P-L     |                  | Hauptgürtel      |
| (37467) 6753 P-L      |                  | Hauptgürtel      |
| (32675) 6755 P-L      |                  | Hauptgürtel      |
| (52144) 6759 P-L      |                  | Hauptgürtel      |
| (189002) 6760 P-L     |                  | Hauptgürtel      |
| (13457) 6761 P-L      |                  | Hauptgürtel      |
| (90615) 6762 P-L      |                  | Hauptgürtel      |
| (117959) 6763 P-L     |                  | Hauptgürtel      |
| (269643) 6765 P-L     |                  | Hauptgürtel      |
| (5697) 6766 P-L       | Arrhenius        | Hauptgürtel      |
| (219014) 6768 P-L     |                  | Hauptgürtel      |
| (20922) 6769 P-L      |                  | Hauptgürtel      |
| (246865) 6770 P-L     |                  | Hauptgürtel      |
| (73581) 6772 P-L      |                  | Hauptgürtel      |
| (65535) 6773 P-L      |                  | Hauptgürtel      |
| (29026) 6774 P-L      |                  | Hauptgürtel      |
| (19874) 6775 P-L      | Liudongyan       | Hauptgürtel      |
| (24566) 6777 P-L      |                  | Hauptgürtel      |
| (85052) 6778 P-L      |                  | Hauptgürtel      |
| (23350) 6779 P-L      |                  | Hauptgürtel      |
| (34935) 6780 P-L      |                  | Hauptgürtel      |
| (225274) 6781 P-L     |                  | Hauptgürtel      |
| (37468) 6782 P-L      |                  | Hauptgürtel      |
| (69186) 6783 P-L      |                  | Hauptgürtel      |
| (117960) 6784 P-L     |                  | Hauptgürtel      |
| (4847) 6787 P-L       | Amenhotep        | Hauptgürtel      |
| (85053) 6789 P-L      |                  | Hauptgürtel      |
| (24567) 6790 P-L      |                  | Hauptgürtel      |
| (19875) 6791 P-L      | Guedes           | Hauptgürtel      |
| (11241) 6792 P-L      | Eckhout          | Hauptgürtel      |
| (14763) 6793 P-L      |                  | Hauptgürtel      |
| (24568) 6794 P-L      |                  | Hauptgürtel      |
| (16306) 6797 P-L      |                  | Hauptgürtel      |
| (229910) 6798 P-L     |                  | Hauptgürtel      |
| (129379) 6799 P-L     |                  | Hauptgürtel      |
| (26033) 6801 P-L      |                  | Hauptgürtel      |
| (32676) 6802 P-L      |                  | Hauptgürtel      |
| (145663) 6805 P-L     |                  | Hauptgürtel      |
| (32677) 6806 P-L      |                  | Hauptgürtel      |
| (39400) 6808 P-L      |                  | Hauptgürtel      |
| (10961) 6809 P-L      | Buysballot       | Hauptgürtel      |
| (55669) 6810 P-L      |                  | Hauptgürtel      |
| (157778) 6812 P-L     |                  | Hauptgürtel      |
| (117961) 6813 P-L     |                  | Hauptgürtel      |
| (58065) 6814 P-L      |                  | Hauptgürtel      |
| (2413) 6816 P-L       | van de Hulst     | Hauptgürtel      |
| (23351) 6818 P-L      |                  | Hauptgürtel      |
| (43700) 6820 P-L      |                  | Hauptgürtel      |
| (178270) 6822 P-L     |                  | Hauptgürtel      |
| (215093) 6823 P-L     |                  | Hauptgürtel      |
| (96076) 6825 P-L      |                  | Hauptgürtel      |
| (65536) 6826 P-L      |                  | Hauptgürtel      |
| (4386) 6829 P-L       | Lüst             | Hauptgürtel      |
| (52145) 6832 P-L      |                  | Hauptgürtel      |
| (37469) 6833 P-L      |                  | Hauptgürtel      |
| (37470) 6834 P-L      |                  | Hauptgürtel      |
| (90616) 6835 P-L      |                  | Hauptgürtel      |
| (129380) 6839 P-L     |                  | Hauptgürtel      |
| (96077) 6840 P-L      |                  | Hauptgürtel      |
| (85054) 6841 P-L      |                  | Hauptgürtel      |
| (42403) 6844 P-L      | Andraimon        | Jupiter-Trojaner |
| (150094) 6845 P-L     |                  | Hauptgürtel      |
| (20923) 6846 P-L      |                  | Hauptgürtel      |
| (171465) 6847 P-L     | Evamaria         | Hauptgürtel      |
| (145664) 6848 P-L     |                  | Hauptgürtel      |
| (129381) 6850 P-L     |                  | Hauptgürtel      |
| (129382) 6852 P-L     |                  | Hauptgürtel      |
| (117962) 6854 P-L     |                  | Hauptgürtel      |
| (65537) 6855 P-L      |                  | Hauptgürtel      |
| (96078) 6857 P-L      |                  | Hauptgürtel      |
| (145665) 6859 P-L     |                  | Hauptgürtel      |
| (34936) 6861 P-L      |                  | Hauptgürtel      |
| (171466) 6862 P-L     |                  | Hauptgürtel      |
| (136551) 6864 P-L     |                  | Hauptgürtel      |
| (30649) 6871 P-L      |                  | Hauptgürtel      |
| (85055) 6872 P-L      |                  | Hauptgürtel      |
| (145666) 6882 P-L     |                  | Hauptgürtel      |
| (306369) 6883 P-L     |                  | Hauptgürtel      |
| (46468) 6887 P-L      |                  | Hauptgürtel      |
| (225275) 6890 P-L     |                  | Hauptgürtel      |
| (52146) 7061 P-L      |                  | Hauptgürtel      |
| (7507) 7063 P-L       | Israel           | Hauptgürtel      |
| (13883) 7066 P-L      |                  | Hauptgürtel      |
| (6749) 7068 P-L       | Ireentje         | Hauptgürtel      |
| (18225) 7069 P-L      |                  | Hauptgürtel      |
| (2495) 7071 P-L       | Noviomagum       | Hauptgürtel      |
| (14764) 7072 P-L      | Kilauea          | Hauptgürtel      |
| (15178) 7075 P-L      |                  | Hauptgürtel      |
| (22207) 7081 P-L      |                  | Hauptgürtel      |
| (37471) 7082 P-L      | Popocatepetl     | Hauptgürtel      |
| (134315) 7501 P-L     |                  | Hauptgürtel      |
| (65538) 7561 P-L      |                  | Hauptgürtel      |
| (65539) 7562 P-L      |                  | Hauptgürtel      |
| (32678) 7566 P-L      |                  | Hauptgürtel      |
| (16307) 7569 P-L      |                  | Hauptgürtel      |
| (5150) 7571 P-L       | Fellini          | Hauptgürtel      |
| (39401) 7572 P-L      |                  | Hauptgürtel      |
| (228196) 7574 P-L     |                  | Hauptgürtel      |
| (168297) 7575 P-L     |                  | Hauptgürtel      |
| (58066) 7579 P-L      |                  | Hauptgürtel      |
| (8237) 7581 P-L       | Constable        | Hauptgürtel      |
| (157779) 7582 P-L     |                  | Hauptgürtel      |
| (96079) 7583 P-L      |                  | Hauptgürtel      |
| (23352) 7585 P-L      |                  | Hauptgürtel      |
| (29027) 7587 P-L      |                  | Hauptgürtel      |
| (2082) 7588 P-L       | Galahad          | Hauptgürtel      |
| (1813) 7589 P-L       | Imhotep          | Hauptgürtel      |
| (202884) 7590 P-L     |                  | Hauptgürtel      |
| (117963) 7596 P-L     |                  | Hauptgürtel      |
| (231665) 7602 P-L     |                  | Hauptgürtel      |
| (8759) 7603 P-L       | Porzana          | Hauptgürtel      |
| (7852) 7604 P-L       | Itsukushima      | Hauptgürtel      |
| (22208) 7605 P-L      |                  | Hauptgürtel      |
| (42404) 7606 P-L      |                  | Hauptgürtel      |
| (19046) 7607 P-L      |                  | Hauptgürtel      |
| (9135) 7609 P-L       | Lacaille         | Hauptgürtel      |
| (7805) 7610 P-L       | Moons            | Hauptgürtel      |
| (37472) 7613 P-L      |                  | Hauptgürtel      |
| (4907) 7618 P-L       | Zoser            | Hauptgürtel      |
| (117964) 7619 P-L     |                  | Hauptgürtel      |
| (157780) 7620 P-L     |                  | Hauptgürtel      |
| (17312) 7622 P-L      |                  | Hauptgürtel      |
| (129383) 7623 P-L     |                  | Hauptgürtel      |
| (16308) 7627 P-L      |                  | Hauptgürtel      |
| (65540) 7628 P-L      |                  | Hauptgürtel      |
| (2319) 7631 P-L       | Aristides        | Hauptgürtel      |
| (9487) 7633 P-L       | Kupe             | Hauptgürtel      |
| (173109) 7635 P-L     |                  | Hauptgürtel      |
| (10440) 7636 P-L      | Van Swinden      | Hauptgürtel      |
| (19876) 7637 P-L      |                  | Hauptgürtel      |
| (30650) 7638 P-L      |                  | Hauptgürtel      |
| (10248) 7639 P-L      | Fichtelgebirge   | Hauptgürtel      |
| (192270) 7642 P-L     |                  | Hauptgürtel      |
| (8964) 7643 P-L       | Corax            | Hauptgürtel      |
| (96080) 7649 P-L      |                  | Hauptgürtel      |
| (7971) 9002 P-L       | Meckbach         | Hauptgürtel      |
| (16309) 9054 P-L      |                  | Hauptgürtel      |
| (79013) 9056 P-L      |                  | Hauptgürtel      |
| (11765) 9057 P-L      | Alfredfowler     | Hauptgürtel      |
| (9252) 9058 P-L       | Goddard          | Hauptgürtel      |
| (52147) 9061 P-L      |                  | Hauptgürtel      |
| (15179) 9062 P-L      |                  | Hauptgürtel      |
| (34937) 9063 P-L      |                  | Hauptgürtel      |
| (117965) 9064 P-L     |                  | Hauptgürtel      |
| (37473) 9066 P-L      |                  | Hauptgürtel      |
| (9996) 9070 P-L       | ANS              | Hauptgürtel      |
| (14290) 9072 P-L      |                  | Hauptgürtel      |
| (11766) 9073 P-L      | Fredseares       | Hauptgürtel      |
| (39402) 9074 P-L      |                  | Hauptgürtel      |
| (10441) 9076 P-L      | Van Rijckevorsel | Hauptgürtel      |
| (96081) 9079 P-L      |                  | Hauptgürtel      |
| (178271) 9084 P-L     |                  | Hauptgürtel      |
| (42405) 9085 P-L      |                  | Hauptgürtel      |
| (19877) 9086 P-L      |                  | Hauptgürtel      |
| (85056) 9093 P-L      |                  | Hauptgürtel      |
| (15180) 9094 P-L      |                  | Hauptgürtel      |
| (29028) 9097 P-L      |                  | Hauptgürtel      |
| (12149) 9099 P-L      | Begas            | Hauptgürtel      |
| (3279) 9103 P-L       | Solon            | Hauptgürtel      |
| (42406) 9104 P-L      |                  | Hauptgürtel      |
| (52148) 9506 P-L      |                  | Hauptgürtel      |
| (5012) 9507 P-L       | Eurymedon        | Jupiter-Trojaner |
| (7623) 9508 P-L       | Stamitz          | Hauptgürtel      |
| (42407) 9509 P-L      |                  | Hauptgürtel      |
| (8965) 9511 P-L       | Citrinella       | Hauptgürtel      |
| (6615) 9512 P-L       | Plutarchos       | Hauptgürtel      |
| (39403) 9514 P-L      |                  | Hauptgürtel      |
| (10249) 9515 P-L      | Harz             | Hauptgürtel      |
| (19047) 9516 P-L      |                  | Hauptgürtel      |
| (23353) 9518 P-L      |                  | Hauptgürtel      |
| (14765) 9519 P-L      |                  | Hauptgürtel      |
| (79014) 9520 P-L      |                  | Hauptgürtel      |
| (6884) 9521 P-L       | Takeshisato      | Hauptgürtel      |
| (4356) 9522 P-L       | Marathon         | Hauptgürtel      |
| (9488) 9523 P-L       | Huia             | Hauptgürtel      |
| (117966) 9524 P-L     |                  | Hauptgürtel      |
| (15181) 9525 P-L      |                  | Hauptgürtel      |
| (20924) 9526 P-L      |                  | Hauptgürtel      |
| (3734) 9527 P-L       | Waland           | Hauptgürtel      |
| (10962) 9530 P-L      | Sonnenborgh      | Hauptgürtel      |
| (12945) 9534 P-L      |                  | Hauptgürtel      |
| (10655) 9535 P-L      | Pietkeyser       | Hauptgürtel      |
| (145667) 9537 P-L     |                  | Hauptgürtel      |
| (15182) 9538 P-L      |                  | Hauptgürtel      |
| (5790) 9540 P-L       | Nagasaki         | Hauptgürtel      |
| (17313) 9542 P-L      |                  | Hauptgürtel      |
| (12623) 9544 P-L      | Tawaddud         | Hauptgürtel      |
| (5296) 9546 P-L       | Friedrich        | Hauptgürtel      |
| (23354) 9547 P-L      |                  | Hauptgürtel      |
| (79015) 9548 P-L      |                  | Hauptgürtel      |
| (29029) 9549 P-L      |                  | Hauptgürtel      |
| (42408) 9555 P-L      |                  | Hauptgürtel      |
| (11430) 9560 P-L      | Lodewijkberg     | Hauptgürtel      |
| (6795) 9561 P-L       | Örnsköldsvik     | Hauptgürtel      |
| (34938) 9562 P-L      |                  | Hauptgürtel      |
| (117967) 9563 P-L     |                  | Hauptgürtel      |
| (117968) 9564 P-L     |                  | Hauptgürtel      |
| (12624) 9565 P-L      | Mariacunitia     | Hauptgürtel      |
| (19048) 9567 P-L      |                  | Hauptgürtel      |
| (181687) 9568 P-L     |                  | Hauptgürtel      |
| (6885) 9570 P-L       | Nitardy          | Hauptgürtel      |
| (46469) 9572 P-L      |                  | Hauptgürtel      |
| (34939) 9575 P-L      |                  | Hauptgürtel      |
| (12625) 9578 P-L      | Koopman          | Hauptgürtel      |
| (134316) 9579 P-L     |                  | Hauptgürtel      |
| (55670) 9581 P-L      |                  | Hauptgürtel      |
| (39404) 9582 P-L      |                  | Hauptgürtel      |
| (117969) 9583 P-L     |                  | Hauptgürtel      |
| (34940) 9586 P-L      |                  | Hauptgürtel      |
| (55671) 9587 P-L      |                  | Hauptgürtel      |
| (30651) 9588 P-L      |                  | Hauptgürtel      |
| (90617) 9589 P-L      |                  | Hauptgürtel      |
| (117970) 9590 P-L     |                  | Hauptgürtel      |
| (65541) 9593 P-L      | Kasbek           | Hauptgürtel      |
| (14766) 9594 P-L      |                  | Hauptgürtel      |
| (20925) 9596 P-L      |                  | Hauptgürtel      |
| (2210) 9597 P-L       | Lois             | Hauptgürtel      |
| (23355) 9602 P-L      | Elephenor        | Jupiter-Trojaner |
| (96082) 9606 P-L      |                  | Hauptgürtel      |
| (46470) 9607 P-L      |                  | Hauptgürtel      |
| (85057) 9608 P-L      |                  | Hauptgürtel      |
| (24569) 9609 P-L      |                  | Hauptgürtel      |
| (26034) 9611 P-L      |                  | Hauptgürtel      |
| (15651) 9612 P-L      | Tlepolemos       | Jupiter-Trojaner |
| (117971) 9613 P-L     |                  | Hauptgürtel      |
| (37474) 9618 P-L      |                  | Hauptgürtel      |

## Quelle
- Minor Planet Center